# Gare de Paris-Austerlitz
Pour les articles homonymes, voir Gare d'Austerlitz (homonymie).
La gare de Paris-Austerlitz, dite aussi gare d'Austerlitz, anciennement appelée gare d'Orléans, est l'une des six grandes gares terminus de la Société nationale des chemins de fer français (SNCF) à Paris. Elle est située sur le bord de la Seine (rive gauche), dans le quartier de la Salpêtrière du 13e arrondissement.
Depuis la mise en service de la LGV Atlantique, cette gare a perdu la plus grande partie de son trafic grandes lignes avec la Touraine et le grand Sud-Ouest français. Celui-ci n'est plus que d'environ 21,3 millions de voyageurs par an, soit la moitié de celui de la gare Montparnasse. Elle conserve un rôle majeur pour la desserte au départ de Paris du sud de l’Île-de-France, de l’Orléanais, du Berry et de l’ouest du Massif central ; c'est également la gare qui accueille tous les Intercités de nuit ayant la capitale pour provenance ou destination.
Cependant, la profonde rénovation de la gare, entamée en 2011, et prévue jusqu'en 2025, devrait changer la donne dans les années à venir et lui assurer un surcroît de trafic. La SNCF annonce 23 millions de voyageurs et 180 000 trains en 2020, et un doublement du nombre de voyageurs pour 2030. En effet, elle dispose d'une importante capacité d'agrandissement par rapport aux autres gares parisiennes, qui pourrait être développée lors de la prochaine décennie et notamment en vue de l'arrivée éventuelle d'une partie du trafic TGV, émanant entre autres du projet de LGV Paris Orléans Clermont-Ferrand Lyon (LGV POCL).
C'est aussi une gare souterraine de la ligne C du RER.

## Situation ferroviaire
La gare est l'origine de la ligne de Paris-Austerlitz à Bordeaux-Saint-Jean.
Elle comprend :
- une gare de surface disposant[note 1] de 21 voies en cul-de-sac, celles numérotées de 1 à 13 étant sous une dalle de béton et celles de 14 à 21 sous une verrière, toutes affectées au trafic de grandes lignes (axe Paris – Toulouse via Limoges) et au service de la grande banlieue ; elle est partiellement inscrite au titre des monuments historiques[4] ;
- une gare souterraine disposant de quatre voies de passage (pour deux quais centraux) affectées au service de la ligne C du RER.

Dans l'avant-gare, qui s'étire sur plusieurs kilomètres entre Paris-Austerlitz et Ivry-sur-Seine, se trouvent divers sites, dont des faisceaux de formation des trains et de remisage de rames de voitures voyageurs. Cette zone, déjà partiellement amputée pour l'implantation de la bibliothèque François-Mitterrand, est concernée par une vaste opération d'aménagement urbanistique, la ZAC Paris Rive Gauche.

## Histoire

### La gare de 1840

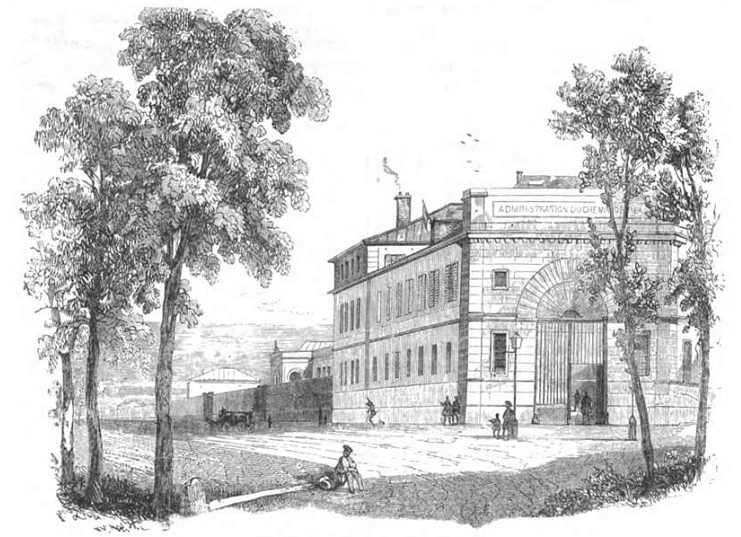
Gare d'Orléans avec l'entrée sur le boulevard de l'Hôpital en 1843.

La gare d'Austerlitz est la gare tête de ligne à Paris du réseau de la compagnie Paris-Orléans (PO) et porte, à l'origine, le nom de gare d'Orléans. Elle se trouve près du quai d'Austerlitz et du pont d'Austerlitz dont le nom rappelle la victoire napoléonienne de 1805 aussi appelée la « bataille des Trois Empereurs » (Napoléon contre François Ier, empereur d'Autriche et du Saint-Empire romain germanique, et d'Alexandre Ier, tsar de Russie).
Un premier embarcadère est construit légèrement en retrait de l'emplacement actuel de la gare, le long de la rue Neuve-de-la-Gare, face à la prison de la Garde nationale, appelée hôtel des Haricots. Cet embarcadère, dû à l'architecte Félix-Emmanuel Callet, grand prix de Rome, est mis en service le 20 septembre 1840, à l'occasion de l'ouverture de la ligne Paris – Juvisy, prolongée jusqu'à Orléans en mai 1843. Une partie de la rue Poliveau a été amputée par cette construction, et une autre partie, située près de la Seine, a pris le nom de rue Jouffroy.
Un premier agrandissement a lieu en 1846.

### La gare de 1867

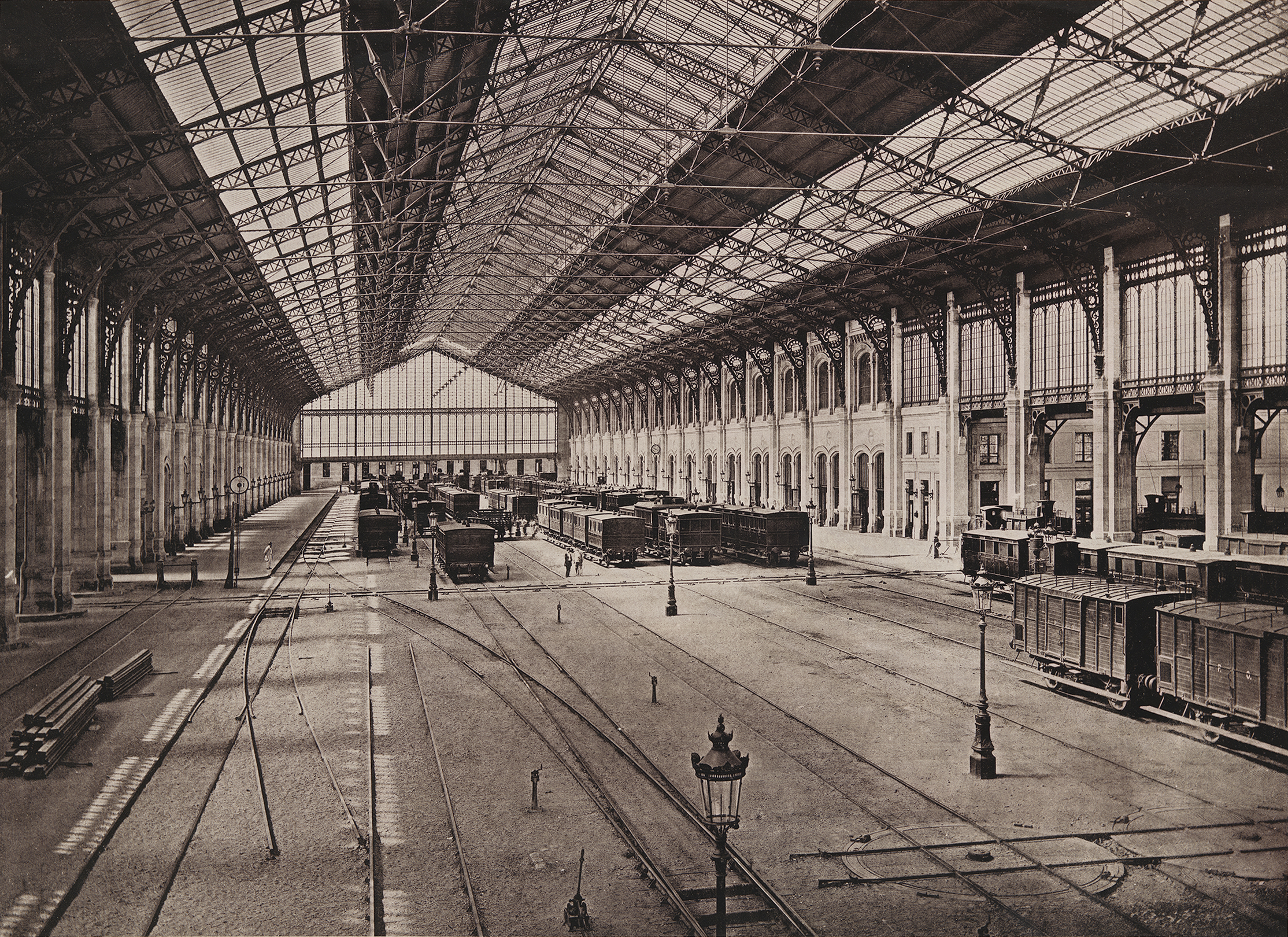
Gare d'Austerlitz et la verrière de la grande halle en 1883.

La gare est reconstruite, de 1862 à 1867, par Pierre-Louis Renaud (1819-1897), architecte en chef de la compagnie Paris-Orléans. Cet agrandissement entraîne la suppression de la prison de la Garde nationale située entre le quai d'Austerlitz et la rue de la Gare, qui longeait la cour des départs. Cette rue et les rues Jouffroy, Papin et Watt (ancienne) perpendiculaires au quai disparaissent également dans cet élargissement.
La gare comporte une grande halle métallique d'une portée de 51,25 m et de 280 m de long (la seconde plus grande de France après Bordeaux), conçue par Ferdinand Mathieu et réalisée par les ateliers de construction de Schneider et Cie au Creusot et à Chalon-sur-Saône. Ce vaste espace est d'ailleurs utilisé comme atelier de fabrication de ballons à gaz, pendant le siège de Paris en 1870. Il construit également le pavillon des départs au nord, le bâtiment perpendiculaire du buffet, le pavillon des arrivées au sud, ainsi que l'immeuble de l'administration du chemin de fer d'Orléans à l'extrémité ouest de la halle, sur la place Valhubert, à la façade style Belle Époque.
Ce bâtiment administratif est réalisé en prolongement de la halle métallique, dont le fronton est donc invisible depuis la place Valhubert. Cette disposition, ainsi que le choix d'entrées latérales, est inhabituelle pour une gare terminus ; la gare de Lyon, construite en 1855 et démolie en 1900, recourt alors à un arrangement similaire.

### Les évolutions duXXe

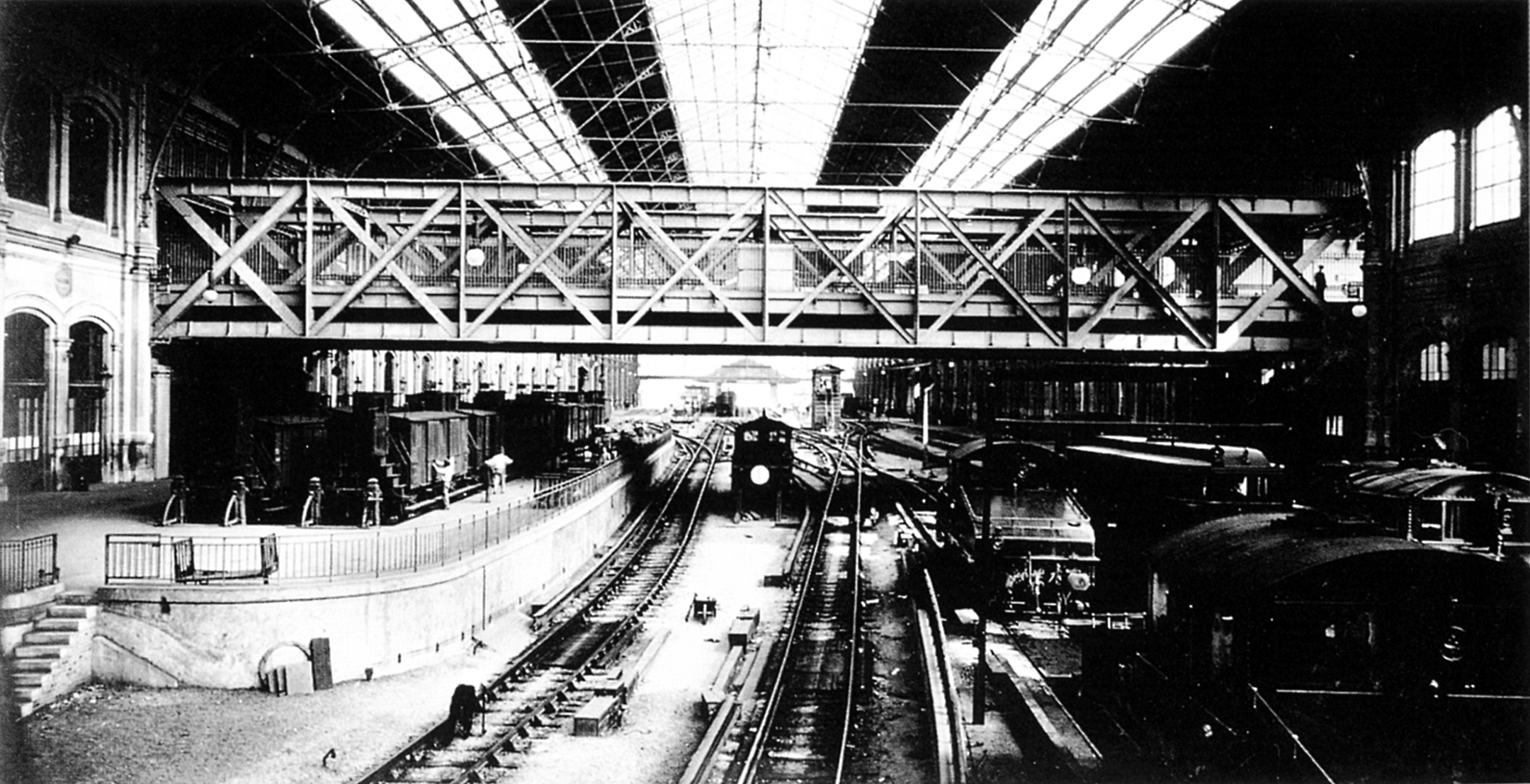
Le fond de la gare, avec en bas les voies menant à la gare d'Orsay (actuel RER C) et en haut la station de la ligne 5 du métro.

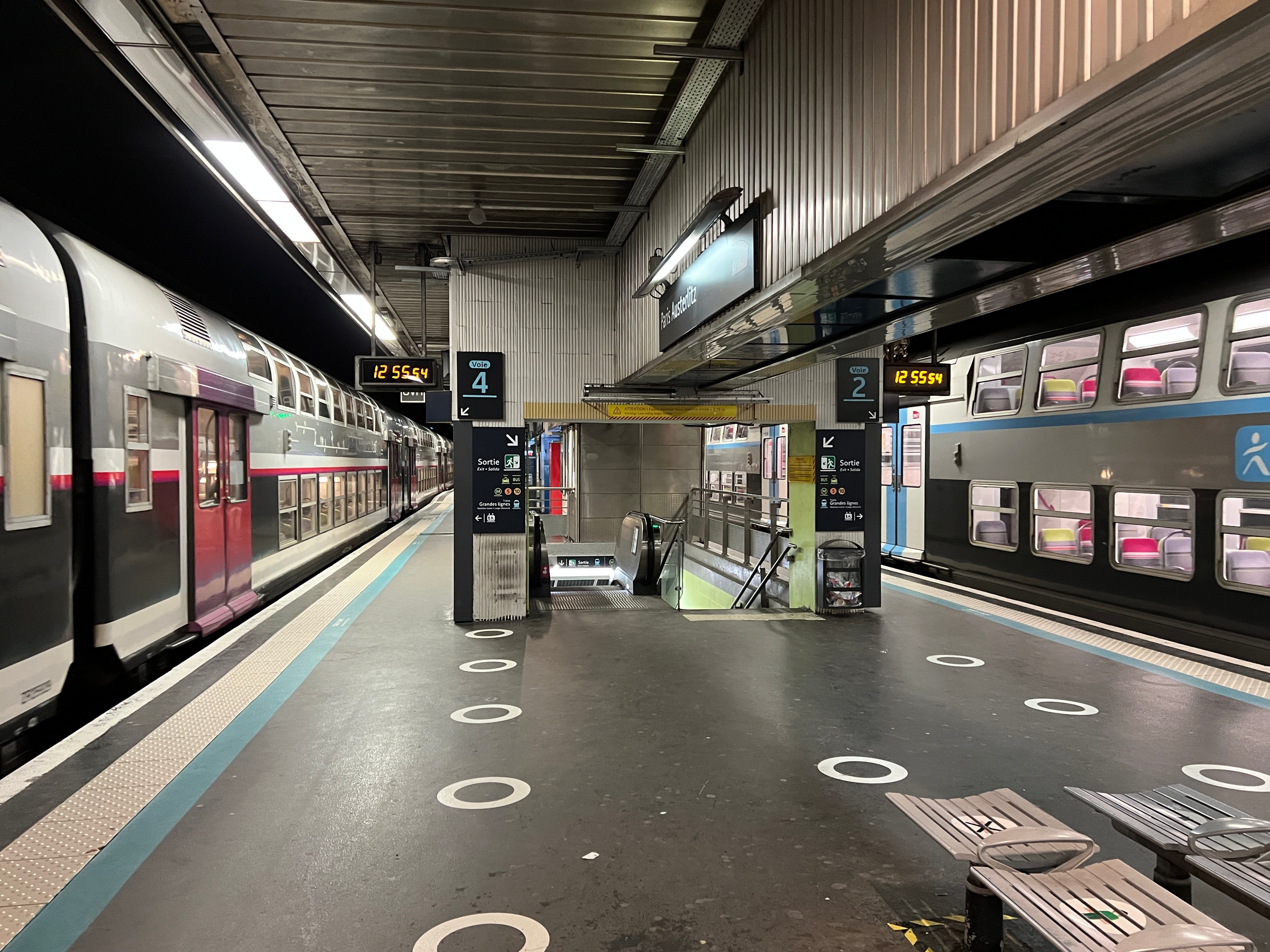
La gare souterraine du RER C.

En 1900, la compagnie du Paris-Orléans prolonge sa ligne vers le centre de la capitale et la gare d'Orsay devient la nouvelle tête de ligne, mise en service le 28 mai à l'occasion de l'Exposition universelle. La conception en revient à l'architecte Victor Laloux, et les travaux sont réalisés par l'entrepreneur Léon Chagnaud. En 1906, la grande halle d'Austerlitz est littéralement transpercée dans sa largeur par le passage de la ligne de métro no 5 dans le prolongement d'un viaduc traversant la Seine. Une station surélevée est implantée dans la halle au-dessus des voies.
En 1910, lors de la grande crue de la Seine, la gare est inondée et le trafic totalement interrompu du 31 janvier au 9 février. Pendant cette période, le départ et l'arrivée des trains sont reportés à Juvisy.
Le 23 mai 1918, durant la Première Guerre mondiale, la gare d'Austerlitz est touchée lors d'un raid effectué par des avions allemands.
Depuis 1926, date de l'électrification Paris – Vierzon en 1 500 volts continu, plus aucun engin à vapeur n'entre à Austerlitz. C'est la première gare parisienne à ne plus recevoir de train à vapeur.
En 1939, la gare d'Orsay, devenue trop exiguë pour les trains nationaux, voit sa fonction limitée au trafic de la banlieue Sud. La gare d'Austerlitz redevient alors gare terminus des trains de grandes lignes. Son accès à la rive gauche est facilité par l'extension de la ligne 10 du métro depuis Jussieu, qui ouvre le 12 juillet 1939.
Le 14 mai 1941, 3700 Juifs arrêtés lors de la rafle du billet vert sont ensuite convoyés vers la gare puis internés au camp de Pithiviers et à celui de Beaune-la Rolande. 7800 Juifs y passeront également l'année suivante après la rafle du Vélodrome d'Hiver.

Souvenirs d'évènements de la Seconde Guerre mondiale
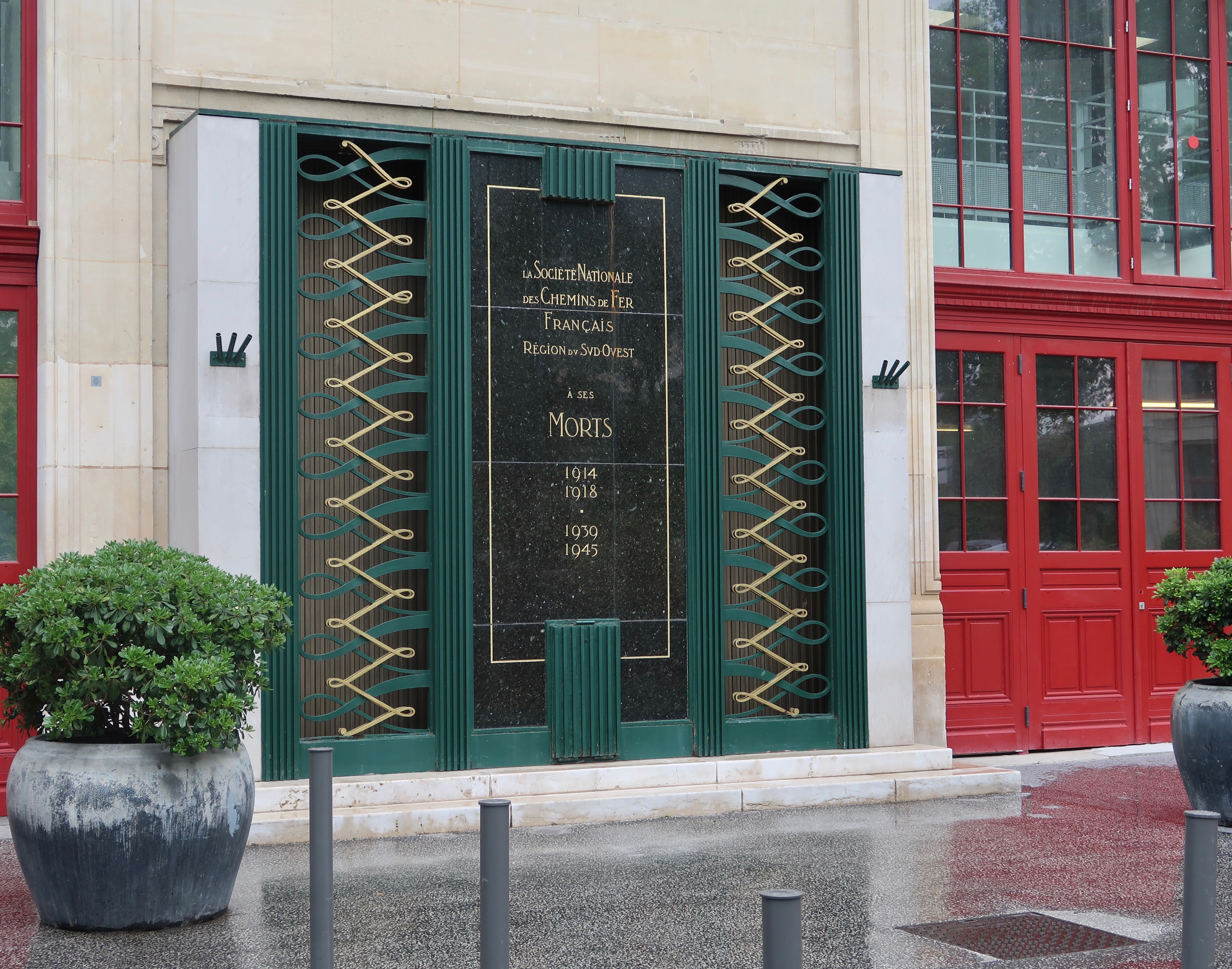
Monument aux morts, sur le parvis.
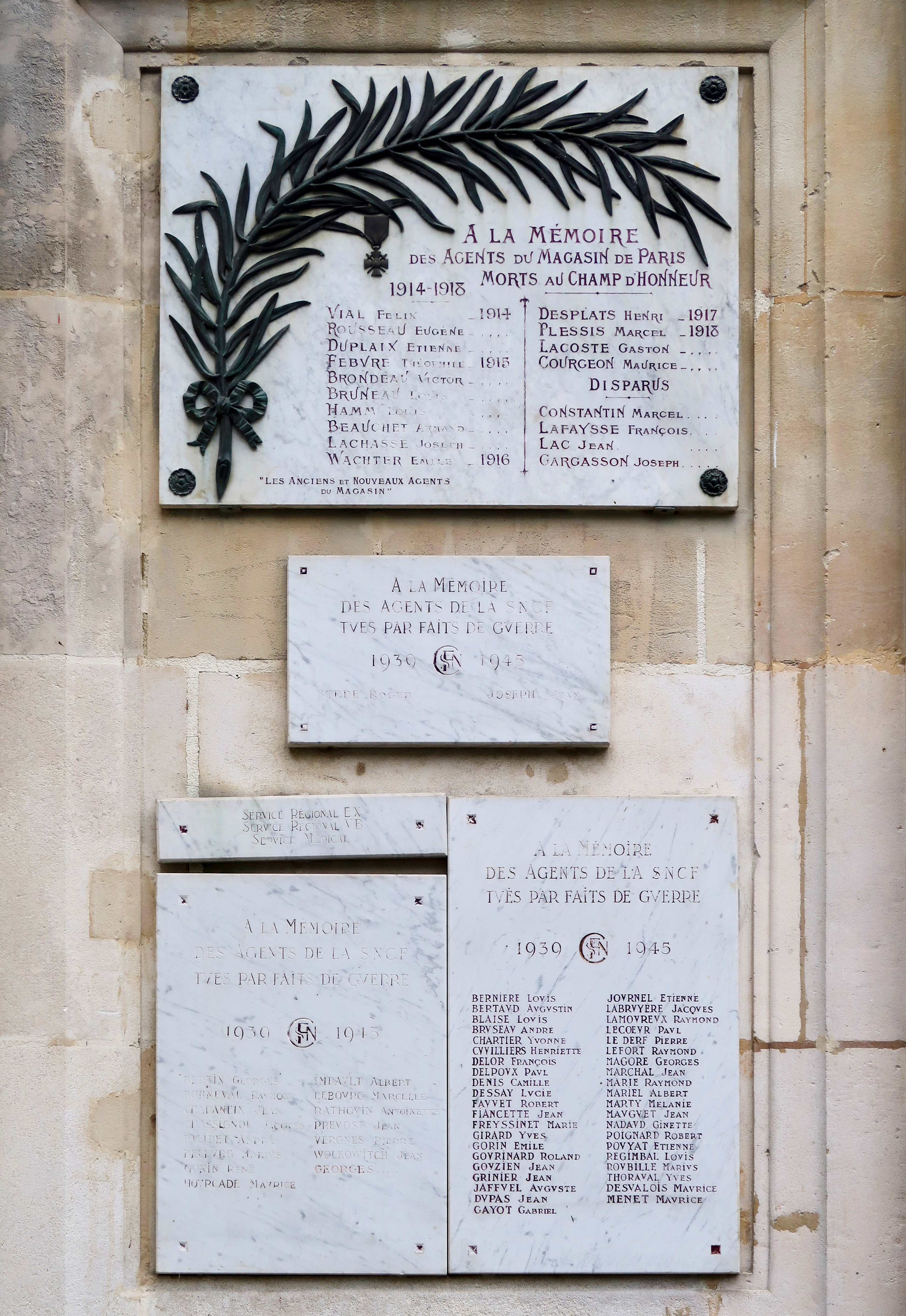
Plaques adjacentes.
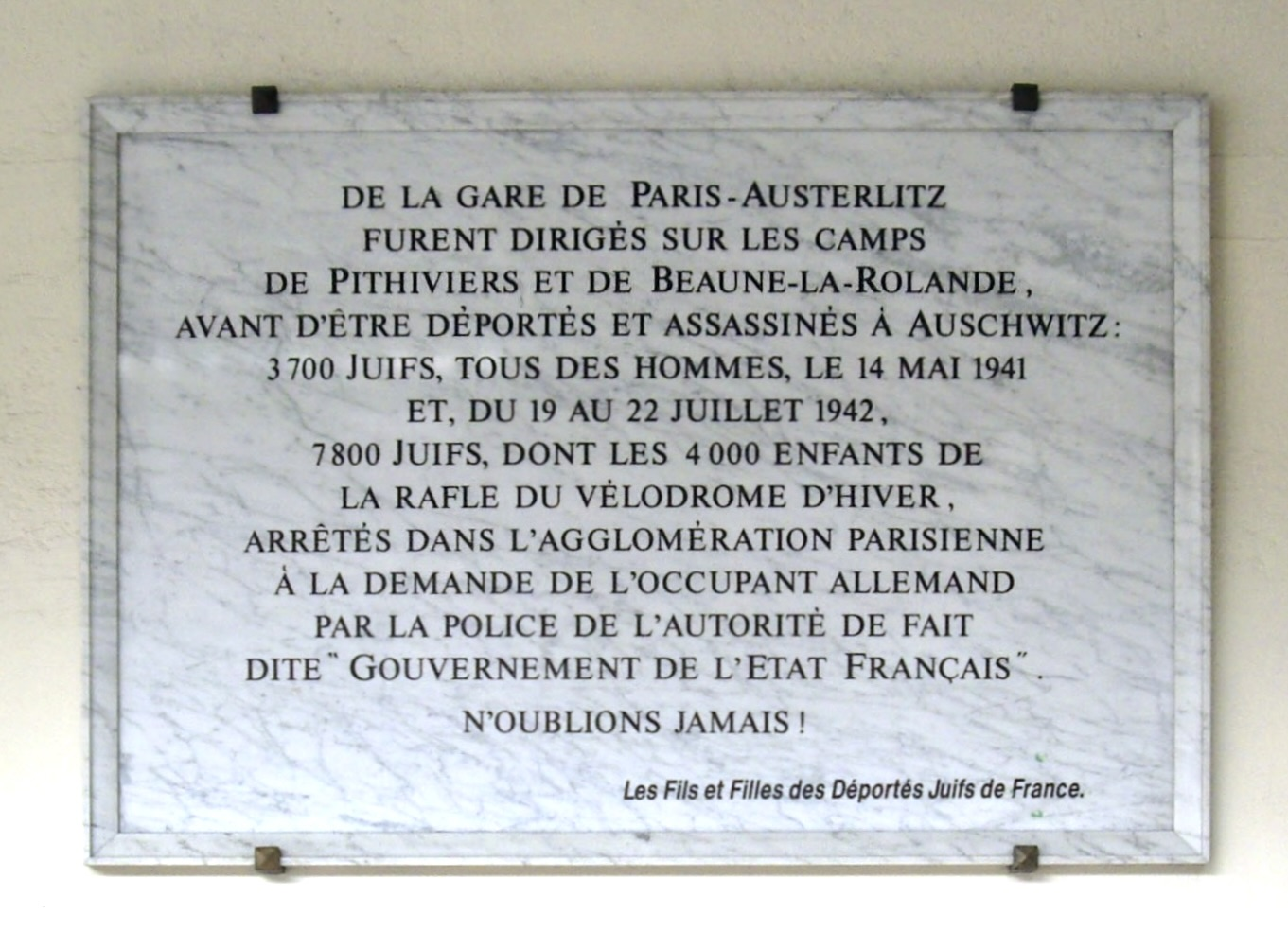
Plaque commémorant la déportation de Juifs.

À la fin des années 1960, la SNCF engage la construction d'une gare souterraine pour accueillir le trafic de banlieue. Il s'agit de la première du genre en Île-de-France. La nouvelle gare comprend quatre voies et deux quais, situés directement sous les voies de surface dans deux cadres en béton. Les travaux se déroulent à ciel ouvert dans l'enceinte-même de la gare, une partie des voies étant provisoirement retirée puis réinstallée sur la nouvelle dalle de couverture.

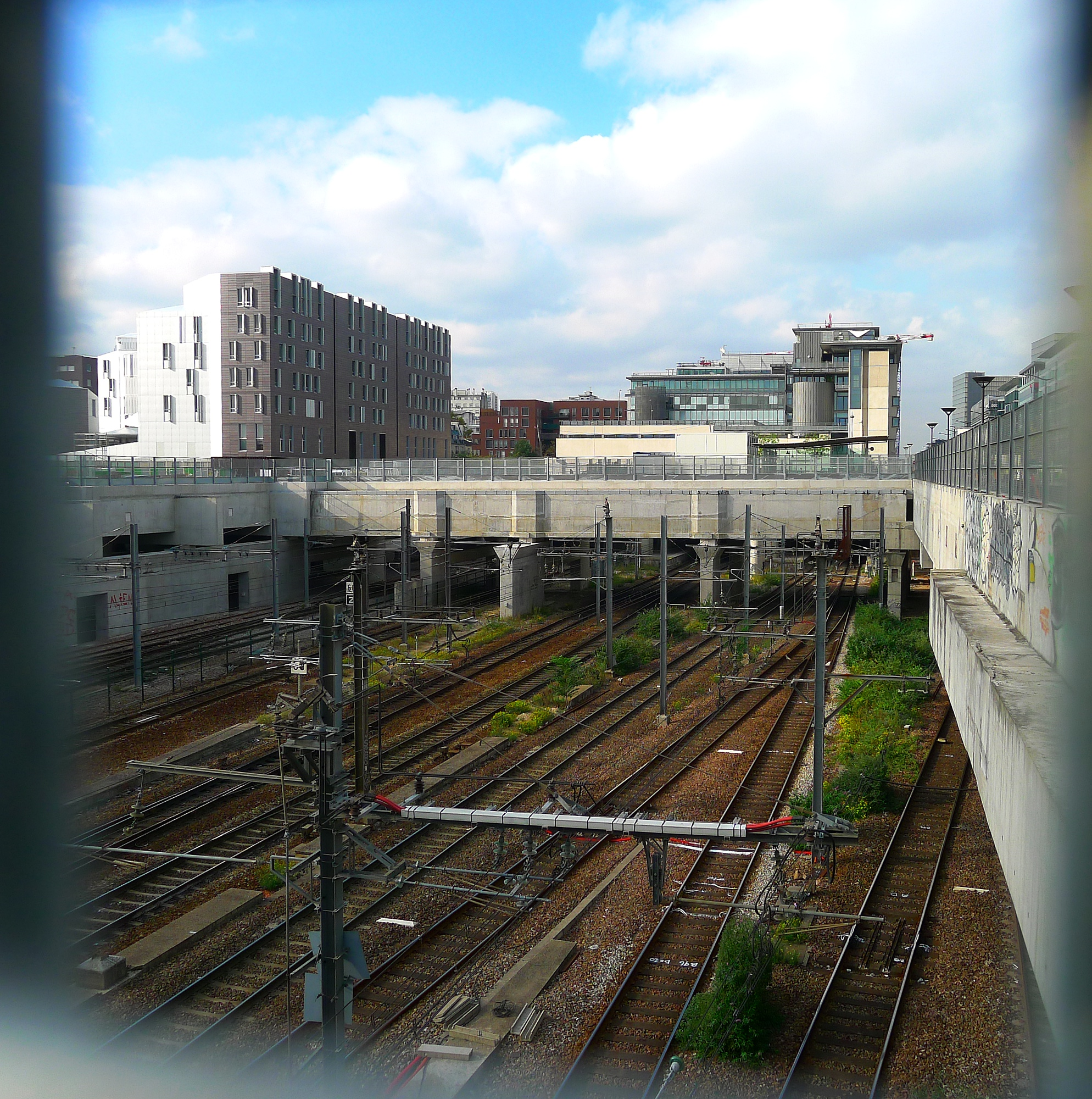
Voies de la gare surplombées par l'avenue de France.

La gare souterraine ouvre en 1969. Elle est particulièrement remarquée pour sa décoration moderne et le soin apporté aux espaces voyageurs. La nouvelle configuration entraîne la reconstruction des voies vers la gare d'Orsay : alors qu'elles coupaient historiquement le quai transversal, créant une coupure peu souhaitable entre les deux côtés de la gare, elles s'enfoncent dorénavant pour rejoindre la gare souterraine. En 1980, la gare souterraine accueille le RER C nouvellement créé.
La gare d'Austerlitz reste longtemps la principale tête des lignes des liaisons vers le Sud-Ouest de la France, mais la mise en service en 1990 de la LGV Atlantique, desservant la gare Montparnasse, affaiblit considérablement son activité grandes lignes.
Cette gare-monument fait l’objet d’une inscription au titre des monuments historiques depuis le 28 février 1997. Cela concerne les façades et toitures du bâtiment de départ avec la marquise, l'aile en retour à l'ouest, la grande halle sous la verrière et les deux pignons des sorties côté arrivée et côté départ du métro.

### Depuis leXXIe

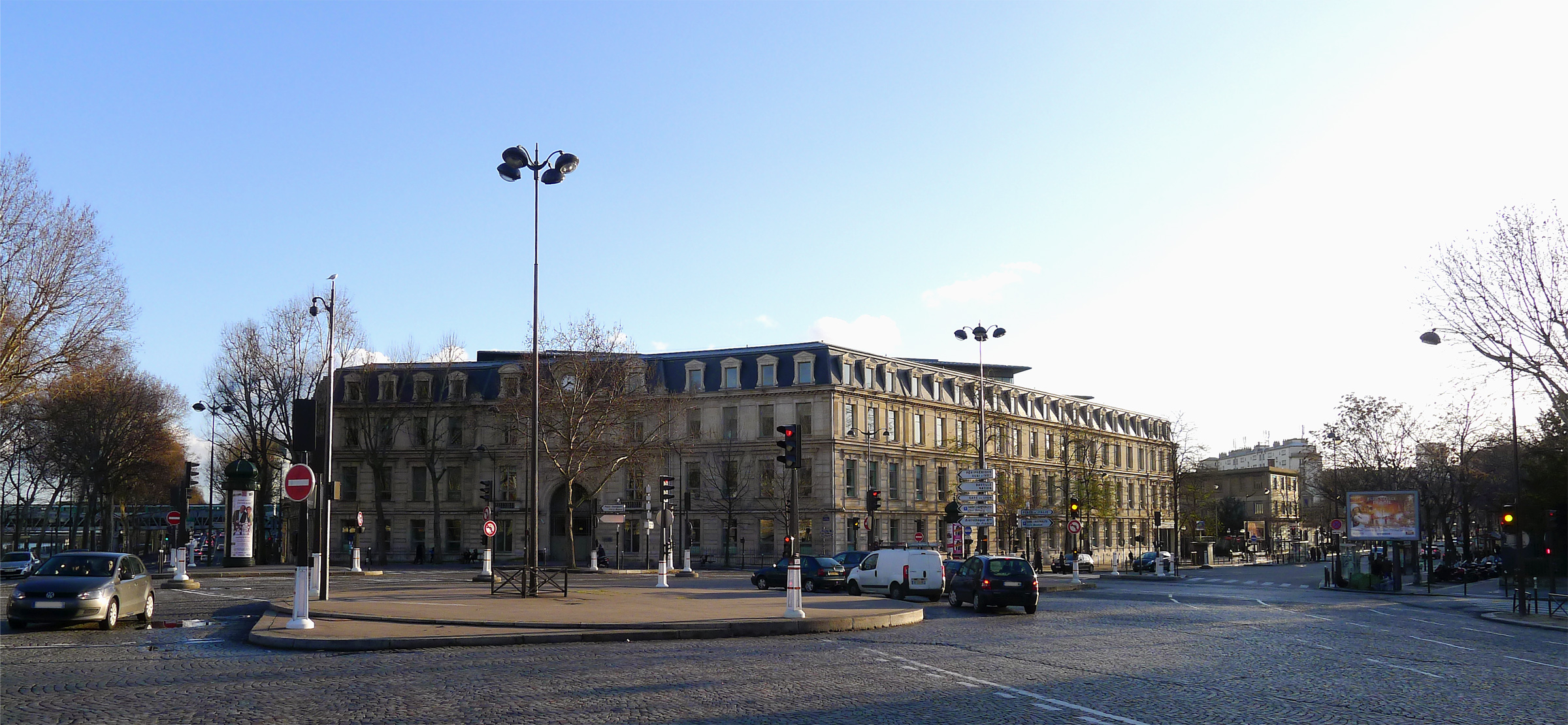
Place Valhubert et bâtiment administratif de la gare d'Austerlitz, en 2013.

La principale critique à l'égard de cette gare est qu'elle devrait avoir une liaison directe en métro ou par trottoir roulant souterrain (coût 400 millions d'euros) avec la gare de Lyon, située sur la rive droite de la Seine. En effet, les liaisons entre ces deux gares peu distantes et en vis-à-vis de chaque côté de la Seine, si elles se font agréablement à pied, ne sont pas aisées avec des bagages. Une liaison SK a été envisagée au début des années 1990 entre les deux gares mais les mésaventures du système SK à Noisy-le-Grand puis à l'aéroport Charles-de-Gaulle ont eu raison de ce projet qui était en phase avancée. L'idée d'une liaison par téléphérique est évoquée en 2013, est réactivée en août 2015, mais gelée en juillet 2016.
Entre 2004 et 2006, l'ancien bâtiment de l'administration des chemins de fer d'Orléans, qui accueillait jusque-là des bureaux et une salle de théâtre, le théâtre Valhubert, est vendu par la SNCF et est l'objet de travaux importants. La façade d'origine est conservée, mais le théâtre est démoli et l'immeuble entièrement reconstruit afin d'accueillir des bureaux modernes.
Depuis 2011, l'avenue de France longe en les surplombant les voies ferrées de la gare.

## Fréquentation
De 2015 à 2023, selon les estimations de la SNCF, la fréquentation annuelle de la gare s'élève aux nombres indiqués dans le tableau ci-dessous.
| Année                      | 2015       | 2016       | 2017       | 2018       | 2019       | 2020       | 2021       | 2022       | 2023       |
| -------------------------- | ---------- | ---------- | ---------- | ---------- | ---------- | ---------- | ---------- | ---------- | ---------- |
| Voyageurs                  | 23 300 254 | 23 073 881 | 23 212 805 | 21 821 140 | 21 682 820 | 13 203 603 | 22 281 301 | 19 515 861 | 21 657 509 |
| Voyageurs et non voyageurs | 24 119 239 | 23 872 118 | 24 037 704 | 22 535 671 | 22 423 095 | 13 602 554 | 22 814 864 | 20 309 128 | 22 602 374 |

## Service des voyageurs

### Accueil
La gare dispose d'une entrée « Cour Seine », côté quai de la Gare, et d'une entrée « Cour Muséum », côte du boulevard de l'Hôpital. À sa sortie de la gare, le faisceau de voies, désormais en partie recouvert, passe au milieu de la ZAC Rive Gauche et au sud de la Bibliothèque nationale de France, certaines voies issues de la gare souterraine rejoignant ce faisceau par des tunnels.
Par ailleurs, un espace permet aux voyageurs de 1re classe des trains de nuit de prendre gratuitement (sur présentation de leur titre de transport) une douche.

Accès et salle des pas perdus
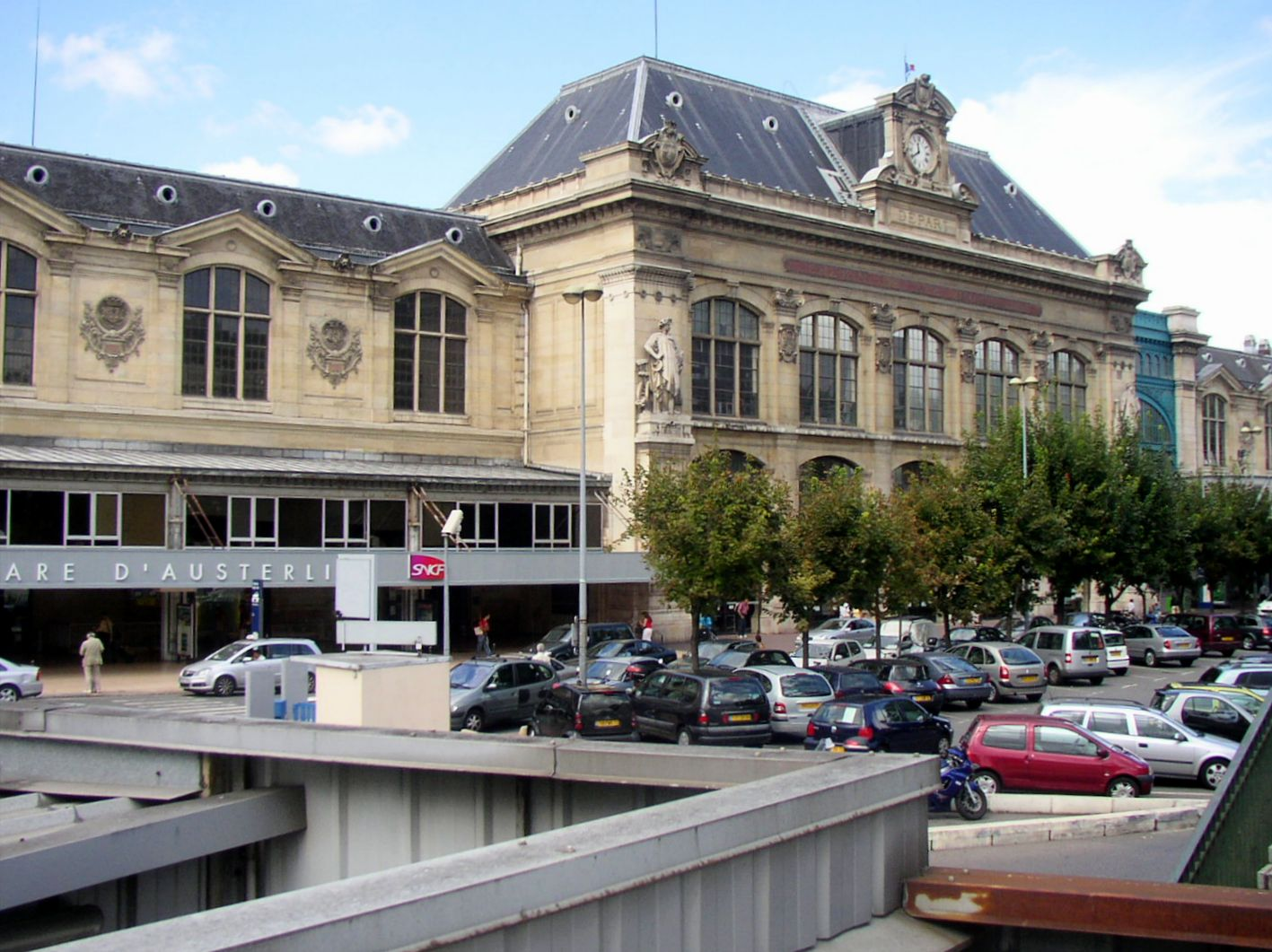
Façade principale, côté « Cour Seine », dans son ensemble.
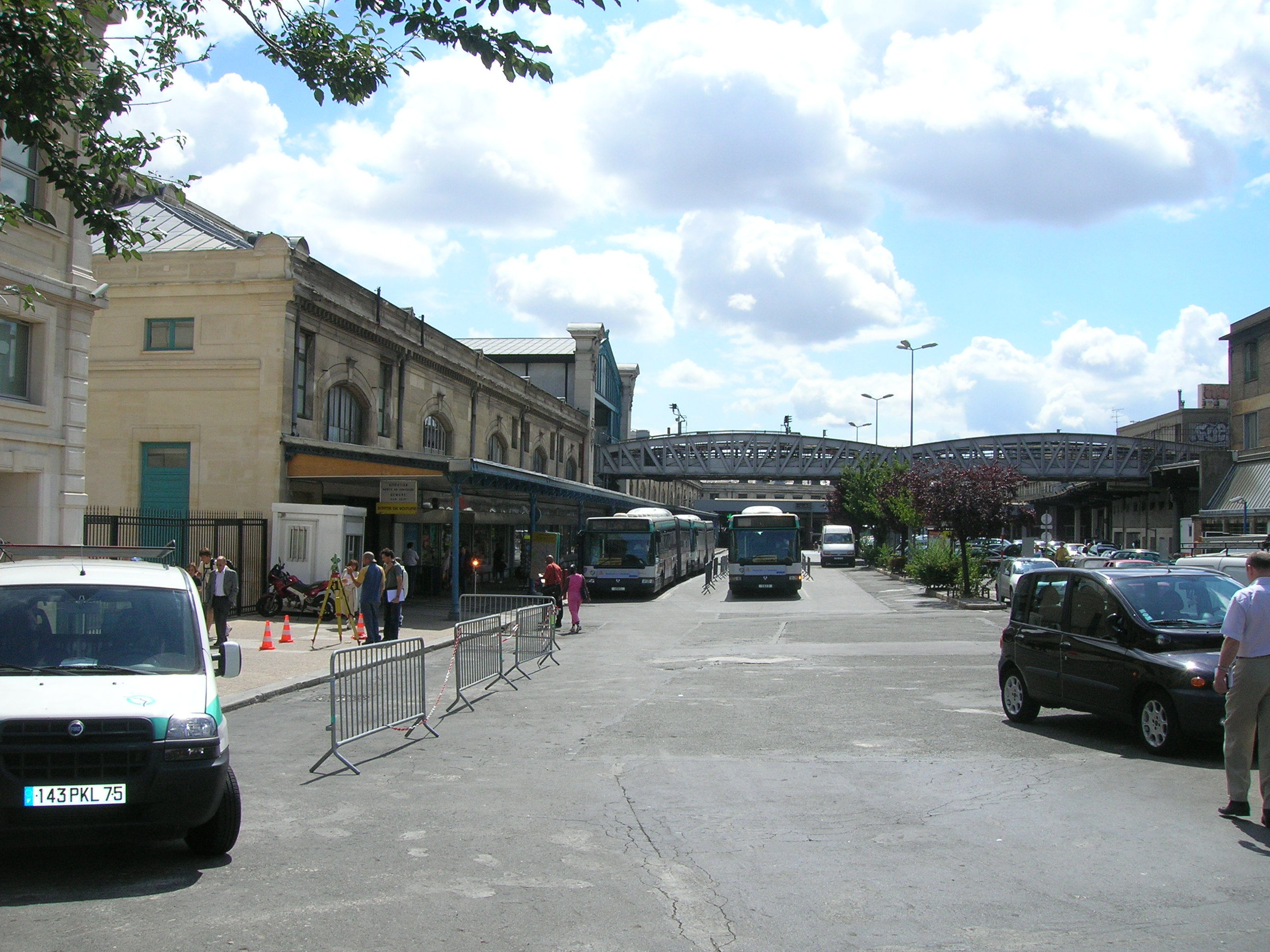
Façade cour intérieure, côté « Cour Muséum ».
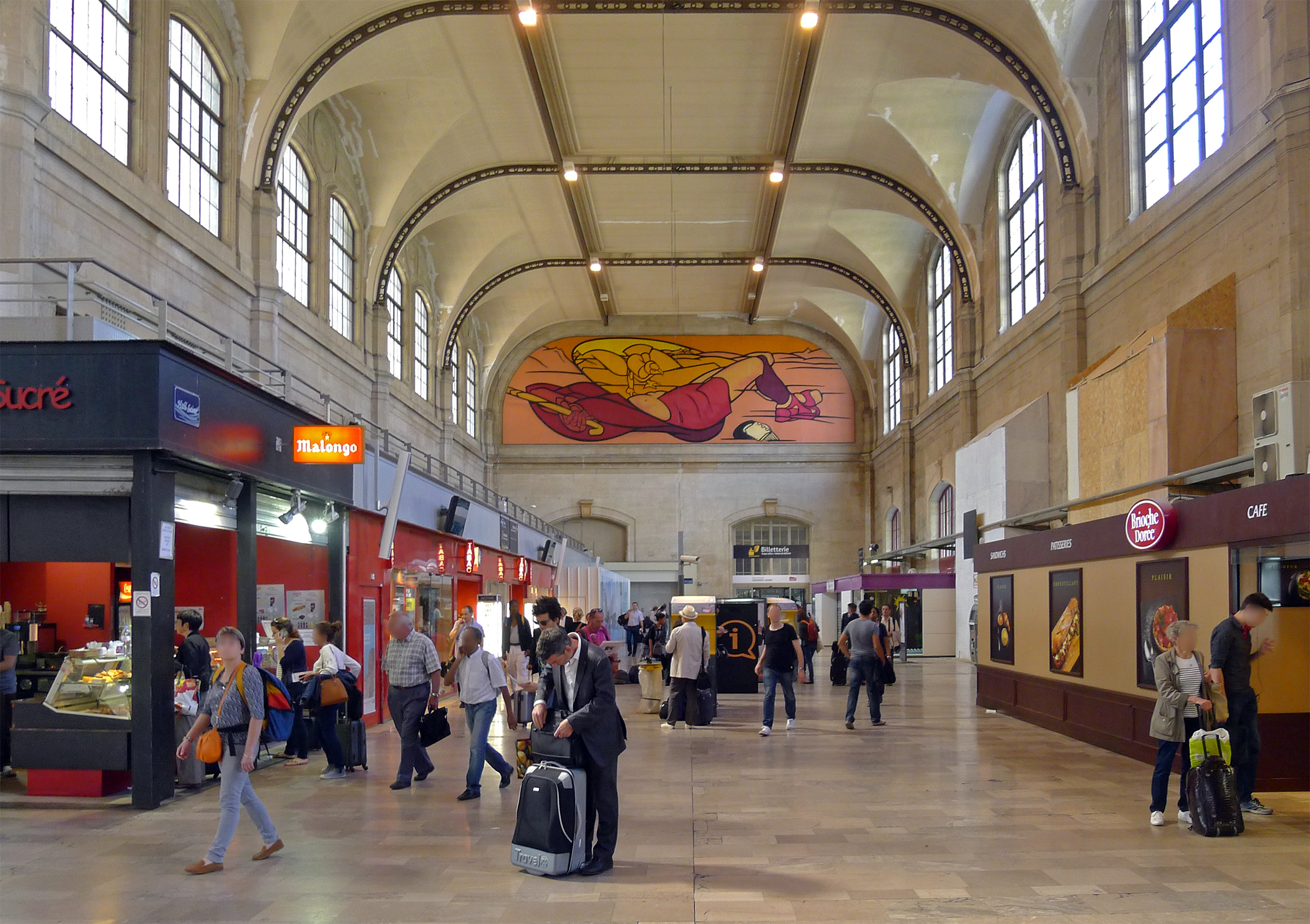
Salle des pas-perdus.

Le hall principal et ses quais
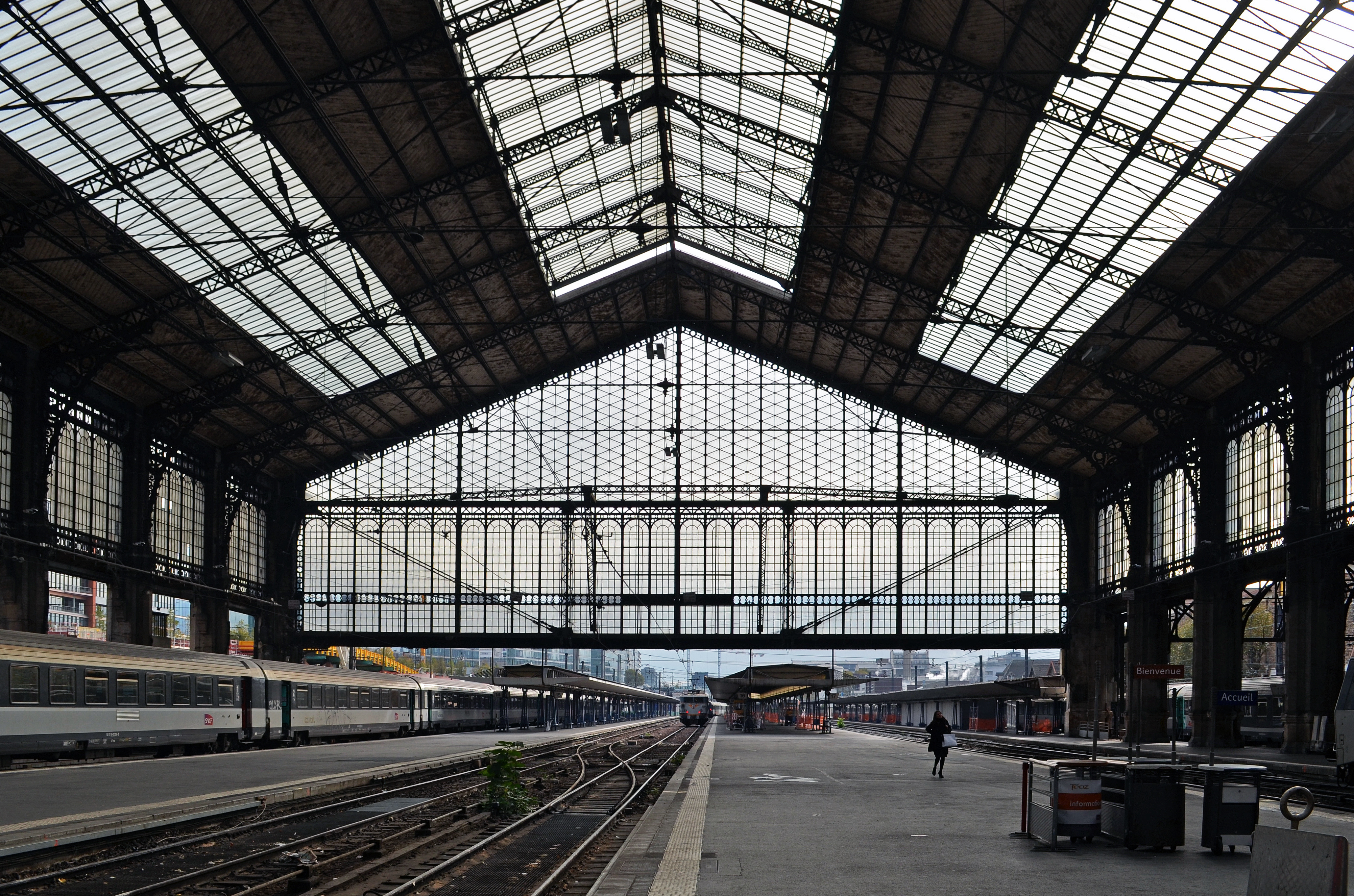
Sous la halle, côté quais.
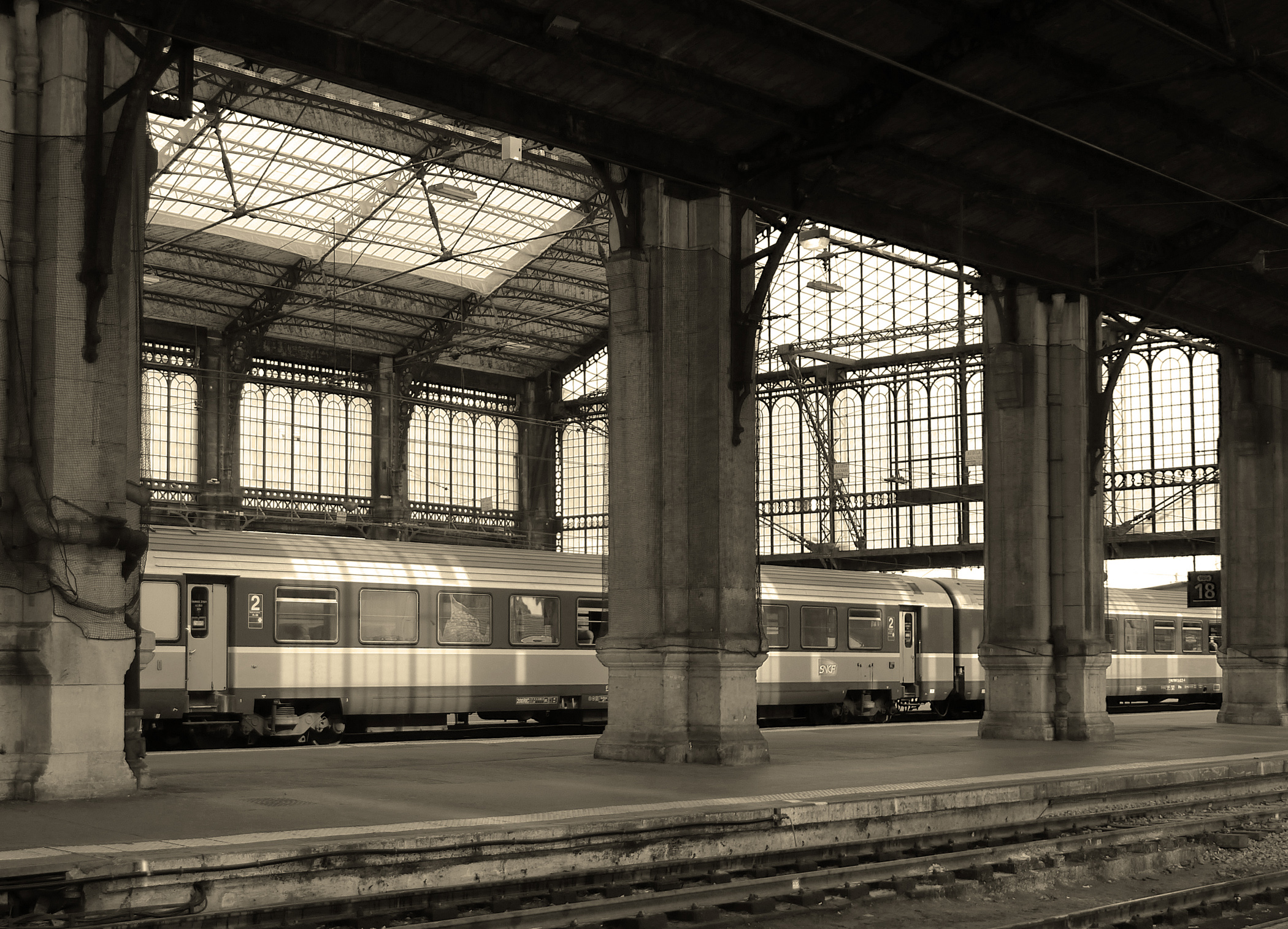
Hall principal, vu du hall annexe.
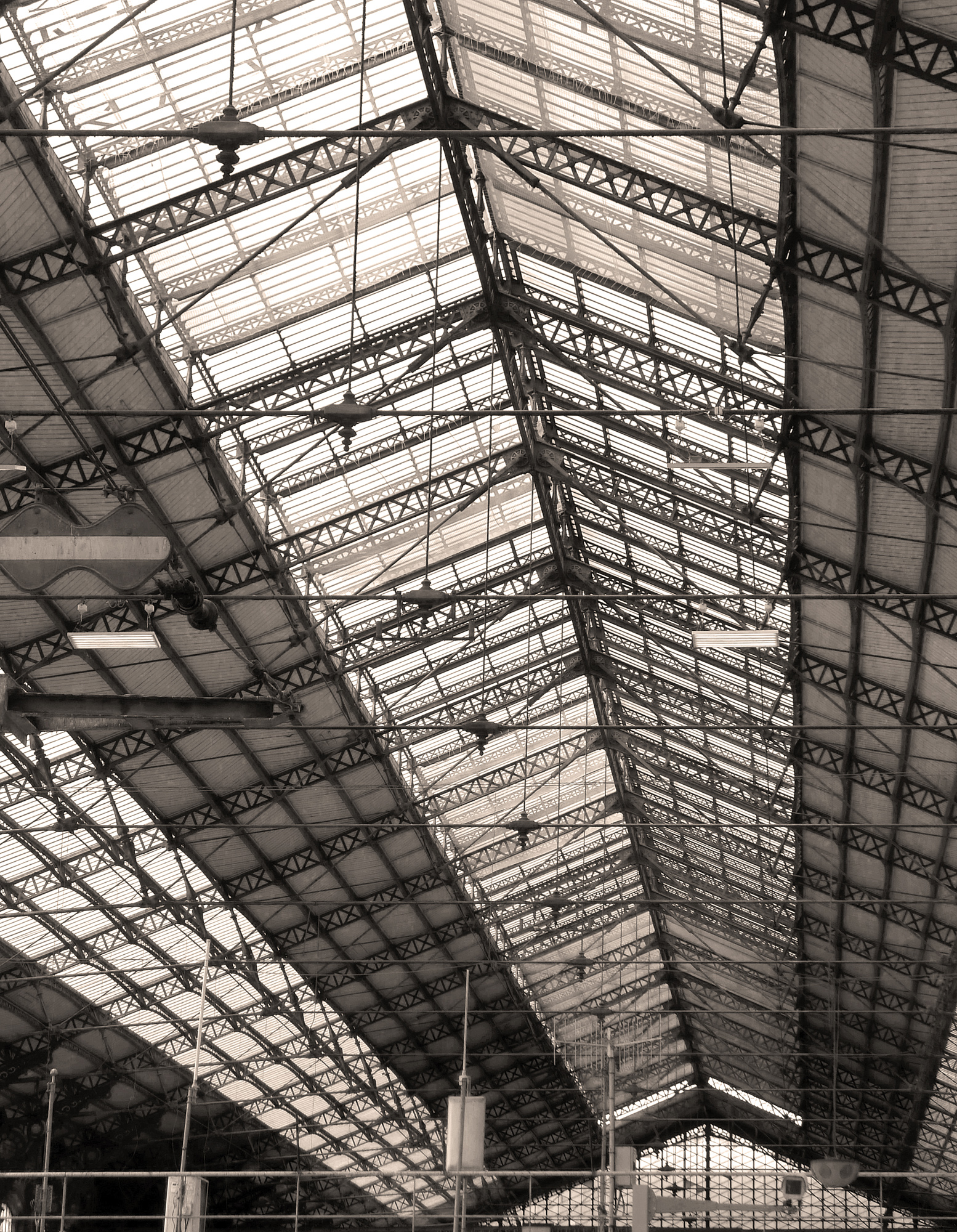
Verrière.
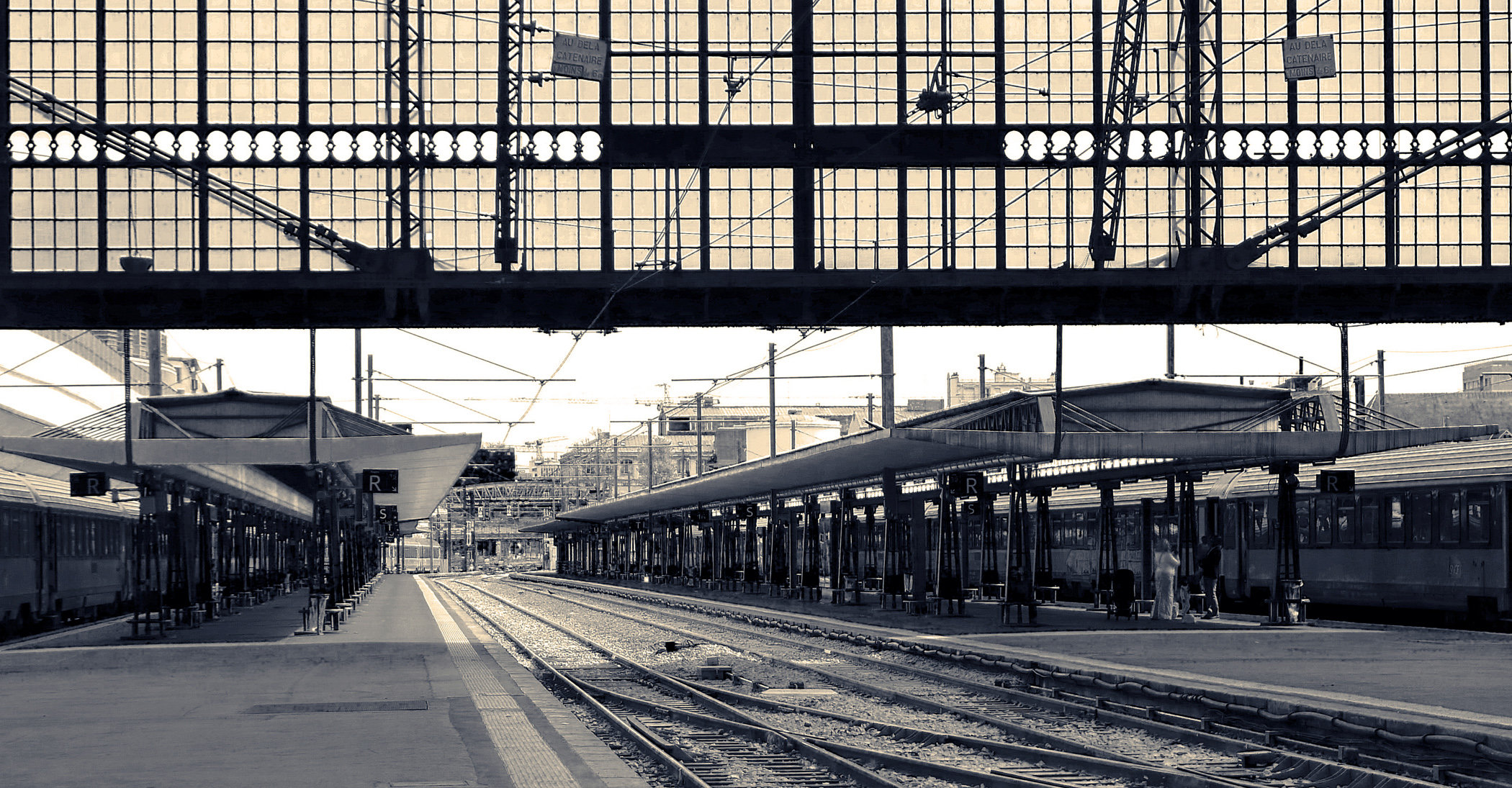
Vue des quais extérieurs.

Le hall annexe et ses quais
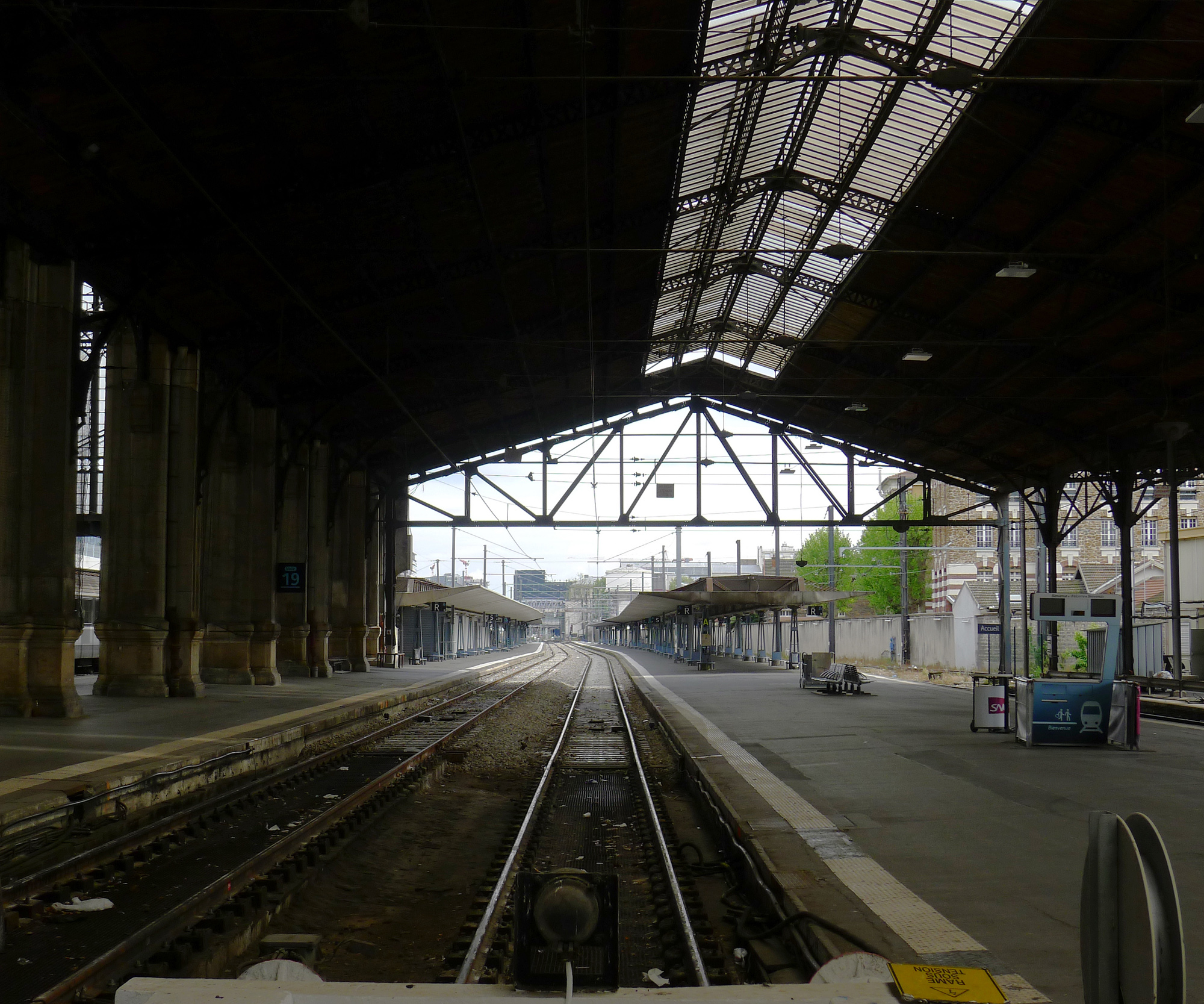
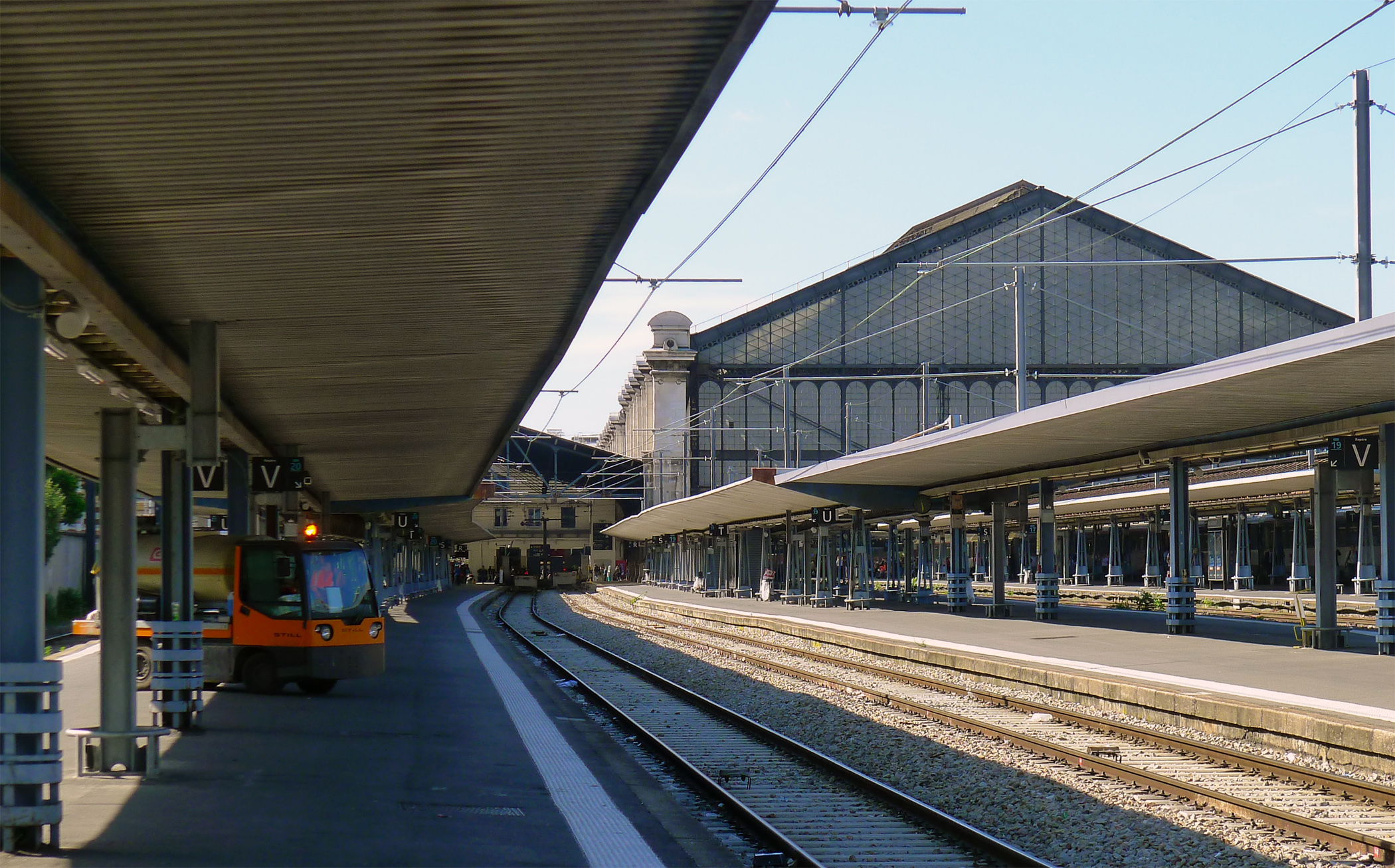
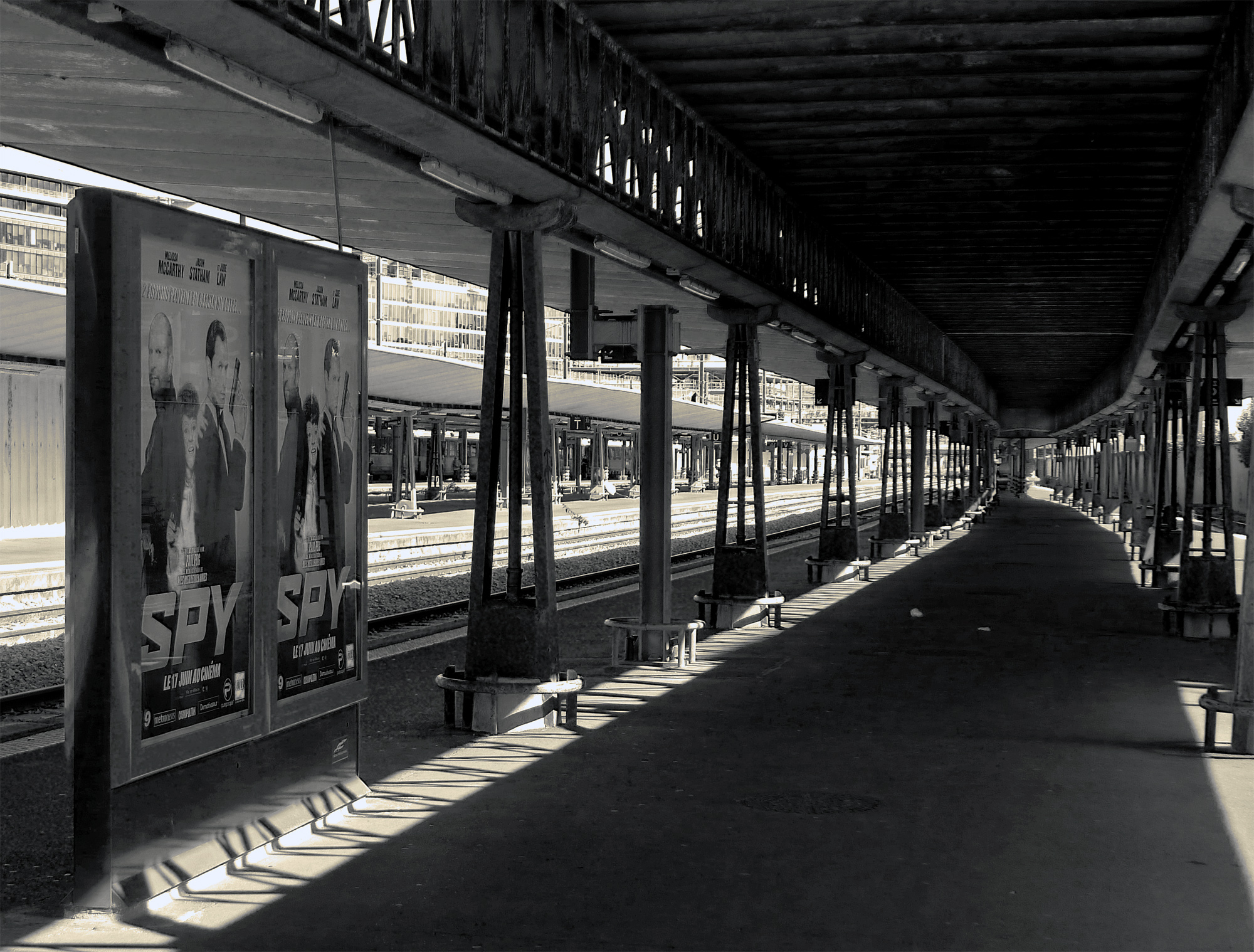
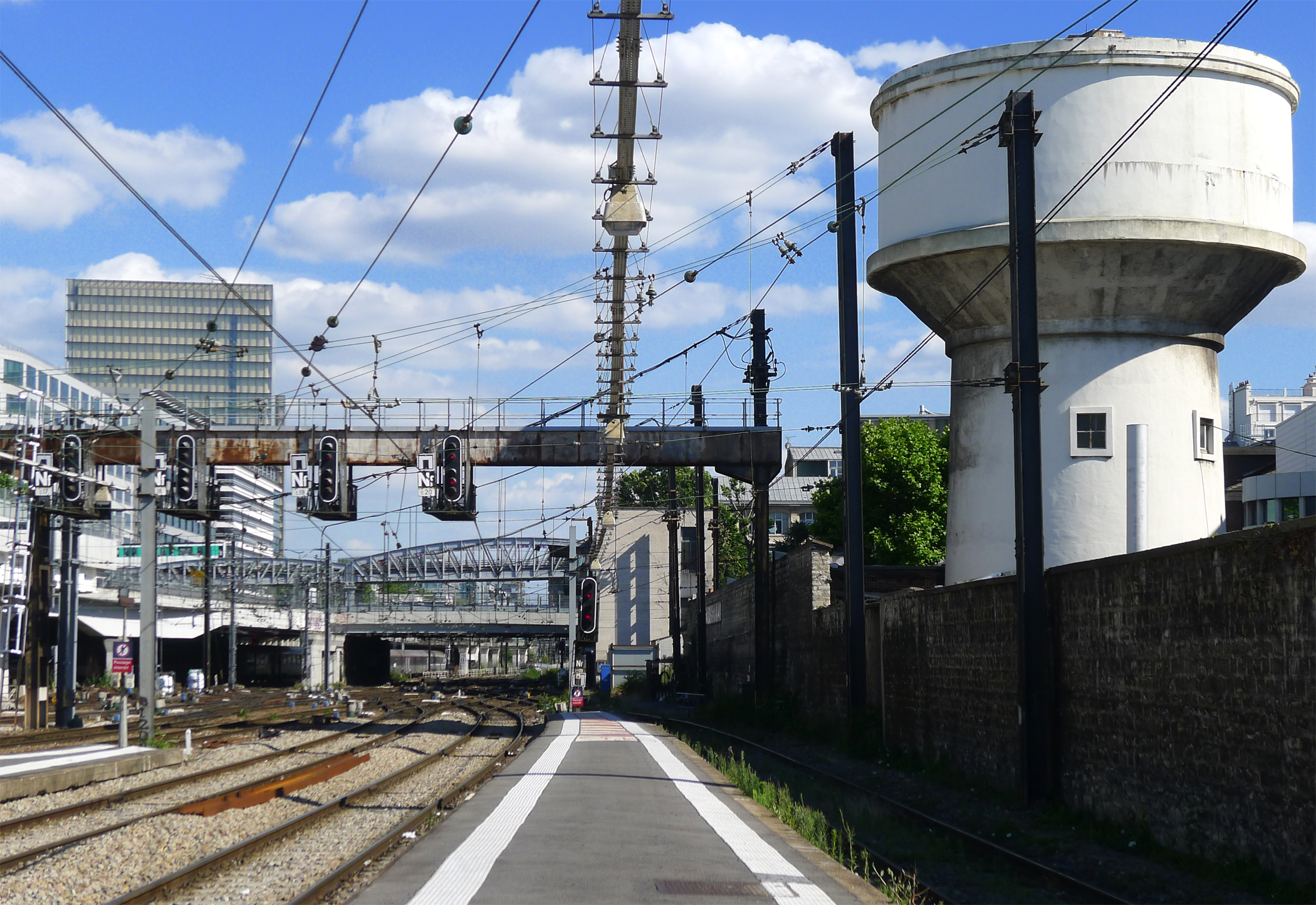

La salle des pas-perdus est ornée de deux grands panneaux acryliques sur bois, peints en 1987 par l'artiste italien Valerio Adami, représentant Le Matin et Le Soir sur le thème du Voyage de Persée. Le restaurant Le Grenadier — en hommage à la bataille d'Austerlitz —, situé au premier étage de la gare, longtemps menacé, a finalement été démoli en mars 2012, ainsi que le buffet du rez-de-chaussée. Au XXIe siècle il n'y a plus aucun vrai restaurant dans la gare, et les quais sont situés (pour les plus proches) trois cent mètres plus loin de la place Valhubert qu'au milieu du XXe siècle.

### Desserte

Les différentes zones desservies en fonction de la gare parisienne d'origine (en 2014) ; celle de la gare d'Austerlitz est en orange (exclusivement), kaki (avec Montparnasse) et saumon (avec la gare de Lyon).

#### Ouigo Train Classique
La gare est desservie par plusieurs relations assurées en Ouigo Train Classique :
- Paris – Pont de Rungis - Aéroport d'Orly / Juvisy – Massy - Palaiseau – Versailles-Chantiers – Chartres – Le Mans – Angers-Saint-Laud – Nantes ;
- Paris – Juvisy – Les Aubrais – Blois - Chambord – Saint-Pierre-des-Corps – Saumur – Angers-Saint-Laud – Nantes ;
- Paris – Pont de Rungis - Aéroport d'Orly / Juvisy – Massy - Palaiseau – Versailles-Chantiers – Chartres – Le Mans – Laval – Rennes.

#### Intercités
Les trains Intercités diurnes desservent la relation Paris – Les Aubrais – Vierzon-Ville – Châteauroux – La Souterraine – Limoges-Bénédictins – Brive-la-Gaillarde – Souillac – Gourdon – Cahors – Caussade – Montauban-Ville-Bourbon – Toulouse-Matabiau.

#### Trains de nuit
Tous les Intercités de nuit à destination du sud de la France partent de la gare d'Austerlitz et desservent les relations :
- Paris – Nice-Ville, via Marseille-Blancarde, Toulon et Cannes ;
- Paris – Cerbère, via Nîmes, Montpellier-Saint-Roch et Perpignan (les week-ends ; tous les jours pendant les vacances scolaires) ;
- Paris – Briançon, via Gap ;
- Paris – Latour-de-Carol - Enveitg, via Andorre - L'Hospitalet ;
- Paris – Tarbes, via Dax, Bayonne, Pau et Lourdes ;
- Paris – Toulouse-Matabiau, via Cahors et Montauban-Ville-Bourbon ;
- Paris – Rodez (Albi-Ville les week-ends), via Figeac ;
- Paris – Aurillac (les week-ends ; tous les jours pendant les vacances scolaires).

La liaison effectuée par le train Sud-Express, entre Paris et Lisbonne, est désormais assurée partiellement par TGV, au départ de la gare Montparnasse.
Jusqu'en décembre 2013, cette gare était la tête de ligne des trains de nuit de la société Elipsos entre Paris et Barcelone-França et Madrid-Chamartín, désormais partiellement remplacés par un TGV Paris – Barcelone-Sants au départ de Paris-Gare-de-Lyon.

#### TER
Les trains assurés par TER desservent les relations :
- Paris – Vierzon-Ville – Bourges / Nevers ;
- Paris – Les Aubrais – Blois - Chambord – Saint-Pierre-des-Corps – Tours ;
- Paris – Les Aubrais – Orléans (trains directs) ;
- Paris – Étampes – Les Aubrais – Orléans (trains omnibus) ;
- Paris – Dourdan – Châteaudun – Vendôme.

#### Banlieue
La gare est desservie par l'ensemble des trains de la ligne C du RER d'Île-de-France (RER C).

#### Gare de secours pour Paris-Montparnasse
La gare d'Austerlitz peut accueillir les TGV normalement prévus au départ ou à destination de la gare Montparnasse en cas de problème survenant dans cette dernière, les trains partant de Paris ou y arrivant empruntant alors la ligne de Choisy-le-Roi à Massy - Verrières.

### Intermodalité
La gare est desservie par les lignes 5 et 10 du métro, par les lignes 24, 57, 61, 63, 89, 91 et 215 du réseau de bus RATP, et, la nuit, par les lignes N01, N02, N31, N131 et N133 du réseau de bus Noctilien.
On peut également accéder à la gare de Lyon (dix minutes de marche) en empruntant le pont Charles-de-Gaulle, puis la rue Van-Gogh.

## Projets
Les travaux d'aménagement de l’opération d'aménagement Paris Rive Gauche, depuis le milieu des années 1990, ont amené à la couverture progressive des voies de la gare d'Austerlitz, en commençant par le secteur situé au sud de la rue de Tolbiac.

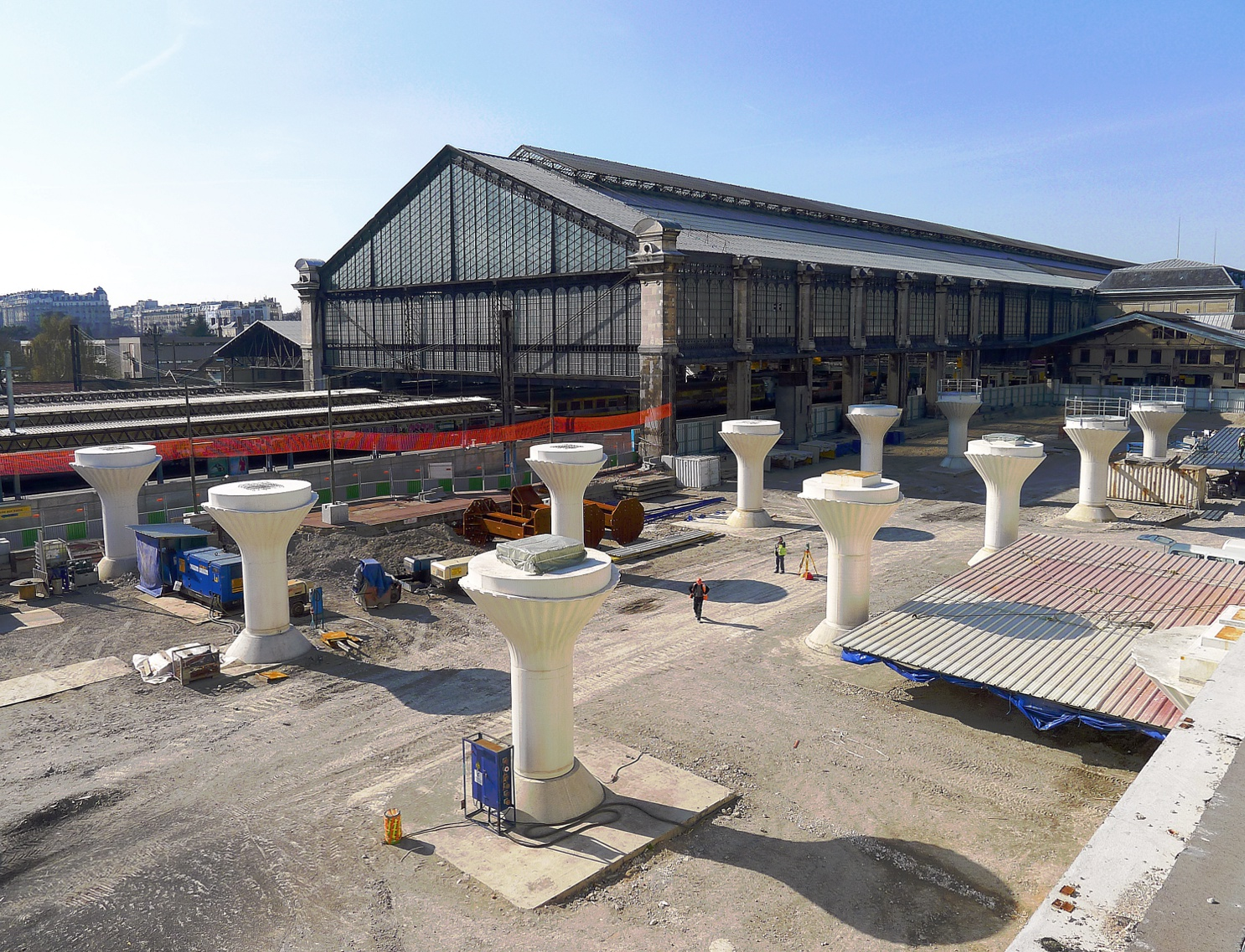
Poteaux de couverture des voies de la gare d'Austerlitz (mars 2011).
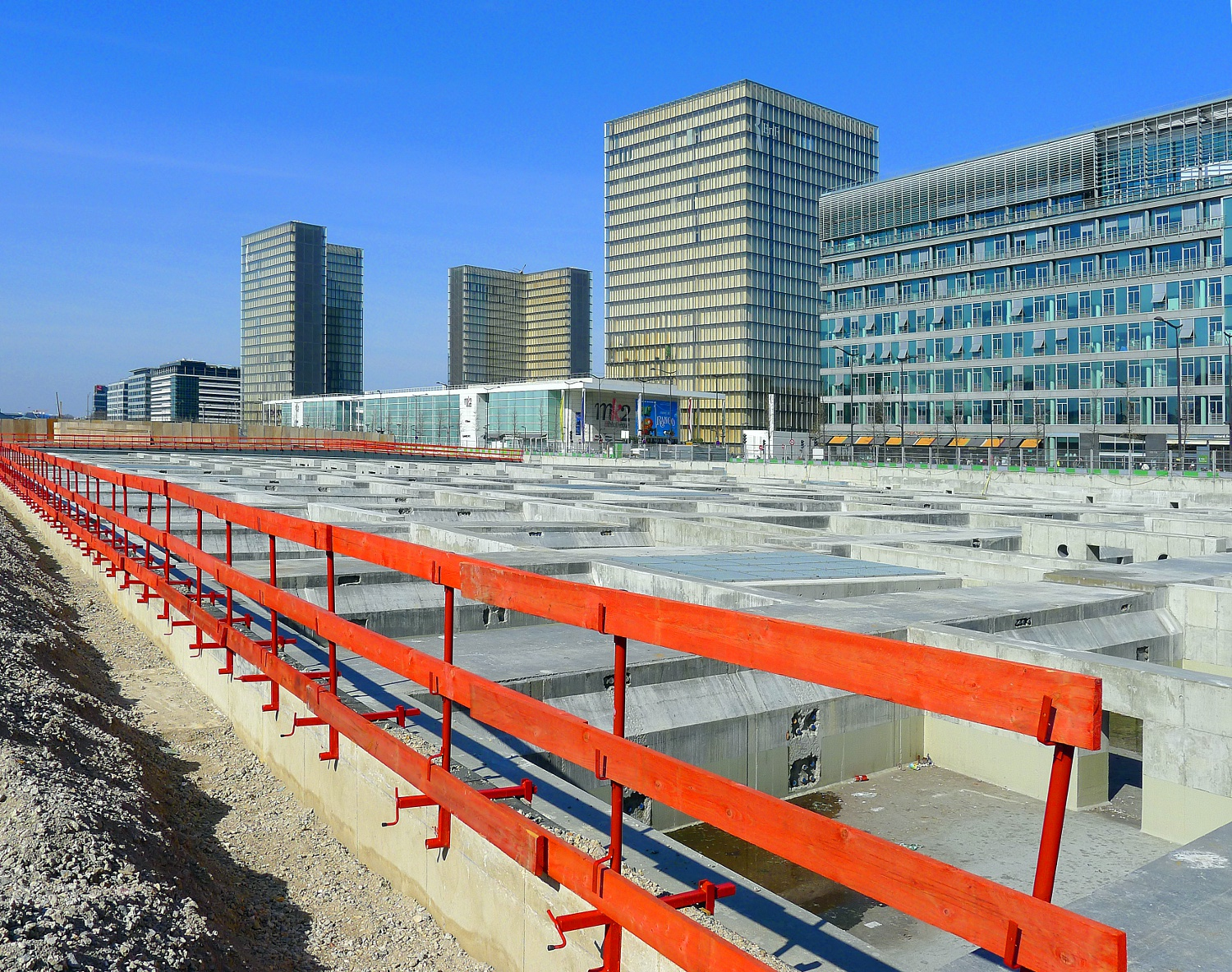
Travaux de couverture des voies SNCF de la gare d'Austerlitz, au niveau de la rue de Tolbiac.
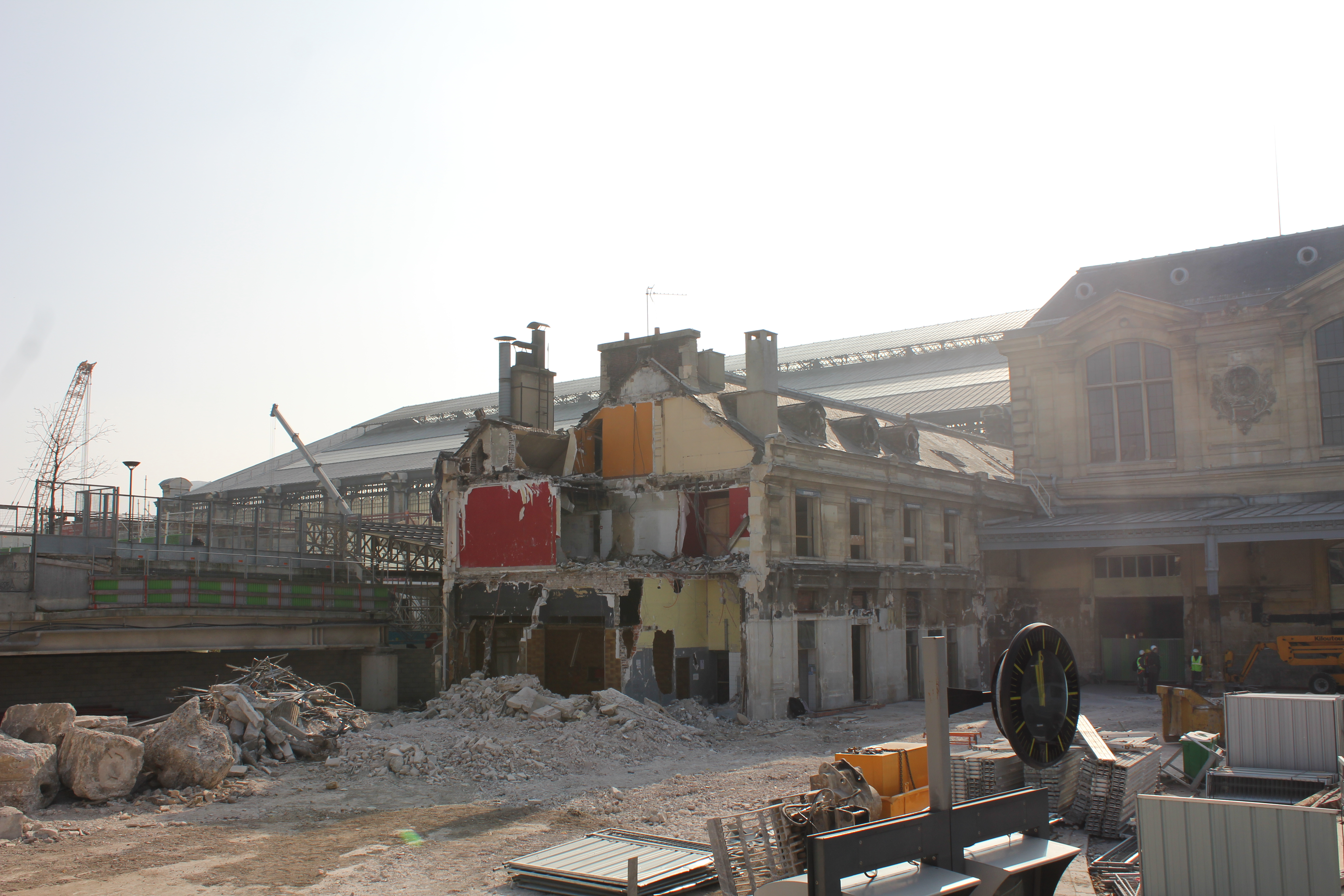
Destruction du buffet de la gare d'Austerlitz, mars 2012.
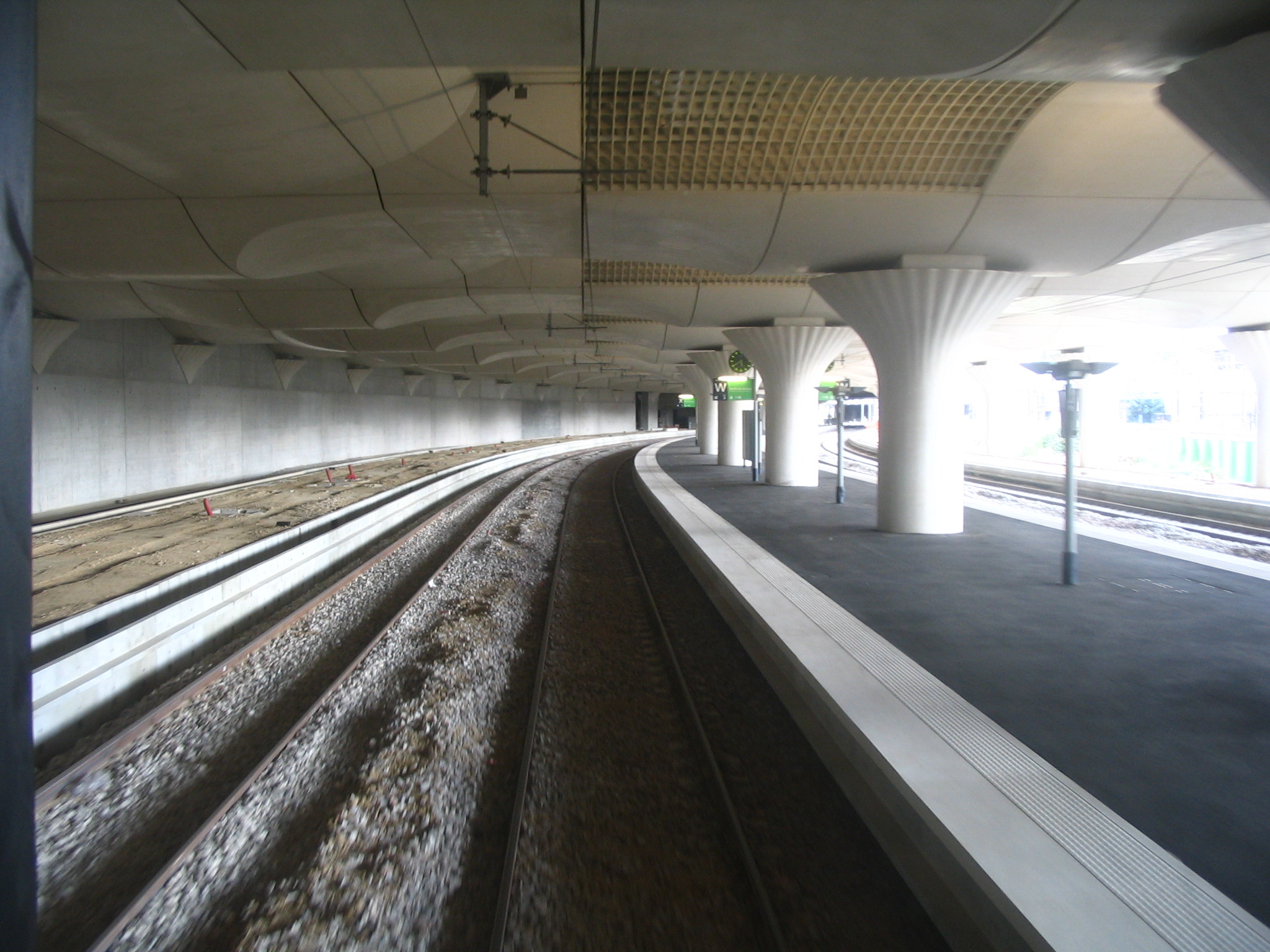
Nouvelle partie de la gare : voies en construction sous l'avenue de France.
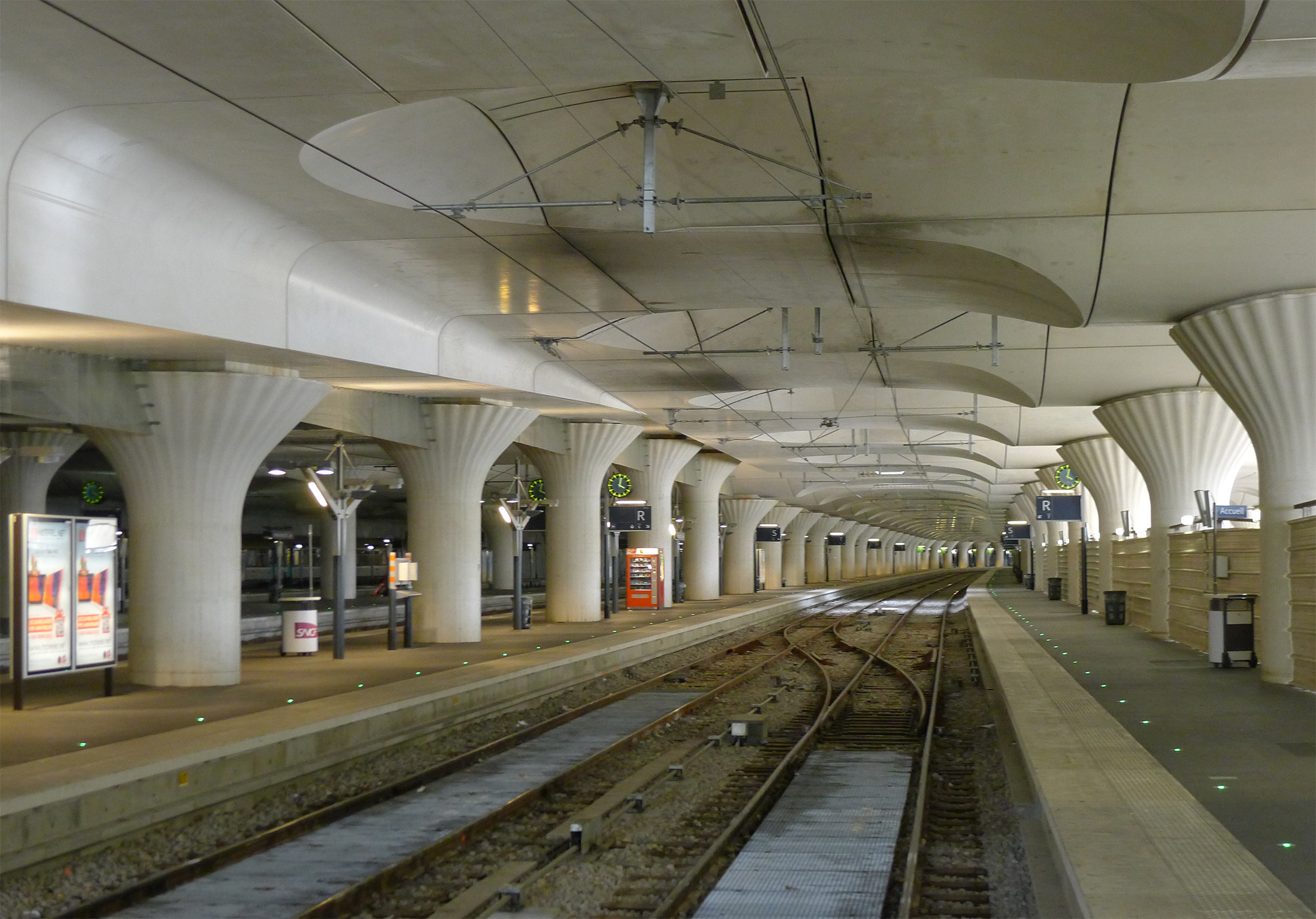
Voies après couverture (avril 2014).

### Projet d’une gare TGV
Un projet pour le transfert des trains issus de la future LGV Sud Europe Atlantique à la gare d'Austerlitz a été évoqué mais n'est pas retenu à ce jour[réf. souhaitée]. En effet, quatre voies supplémentaires sont en construction sous l'avenue de France, et une profonde rénovation de la gare est en cours, notamment grâce au programme Paris Rive Gauche qui a pour projet de recouvrir les voies comme à la gare de Paris-Montparnasse. Le transfert de certains trains de Paris-Montparnasse à Paris-Austerlitz serait possible après construction de la LGV Interconnexion Sud, qui constitue le chaînon manquant entre, d'une part, la ligne LGV Atlantique et, d'autre part, les lignes LGV Est européenne et LGV Interconnexion Est, liaison actuellement réalisée par les voies de la Grande Ceinture, déjà surchargées par le RER C et un trafic fret important. Ce chaînon doit proposer deux nouveaux raccordements vers la gare d'Austerlitz (dont un permettant de relier directement les TGV au réseau sud-est et interconnexion sans faire de manœuvres) ainsi qu'une gare TGV sous l'aéroport d'Orly. L'essentiel du tracé se fera en souterrain.

La nouvelle gare en 2015
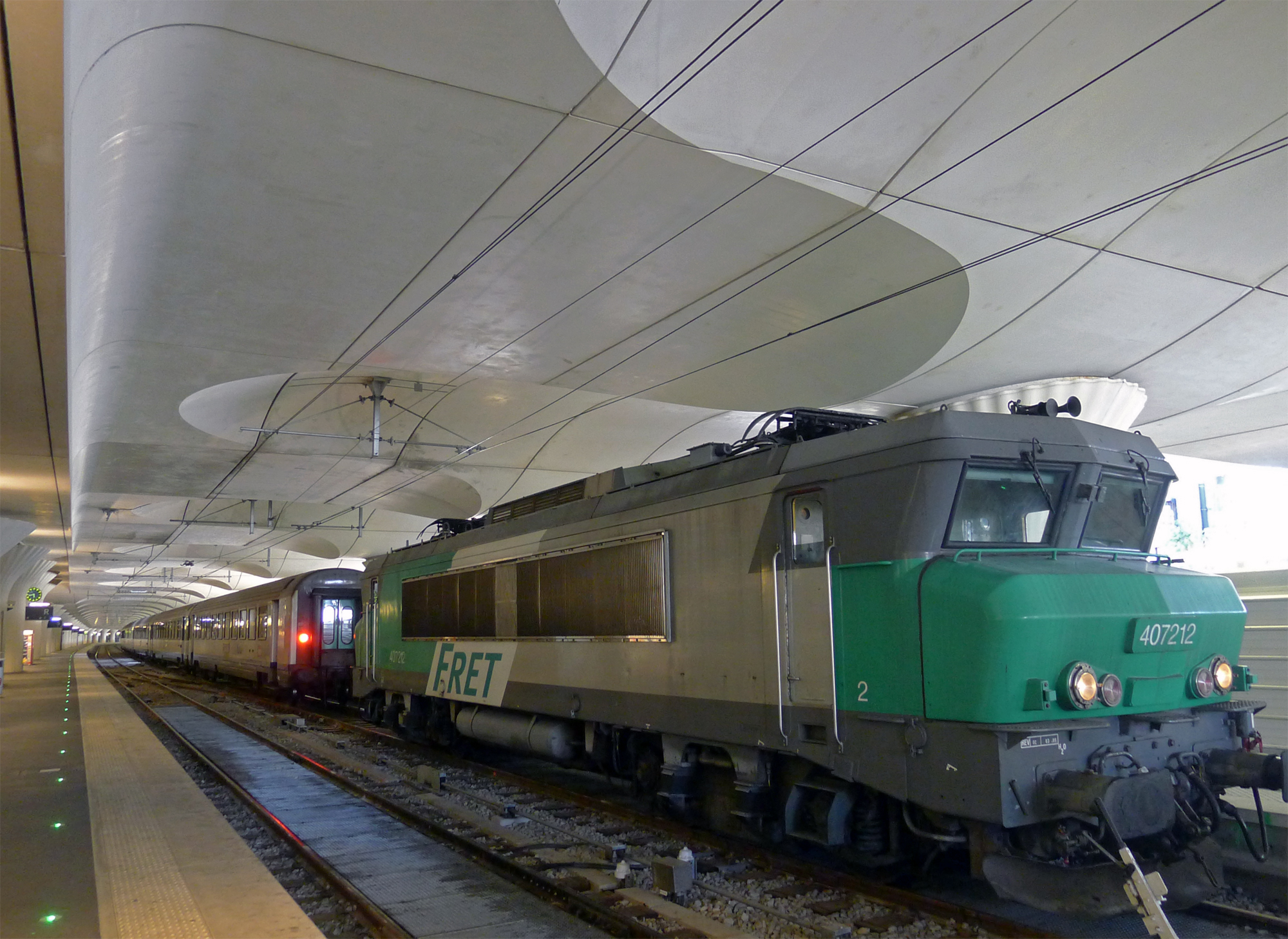
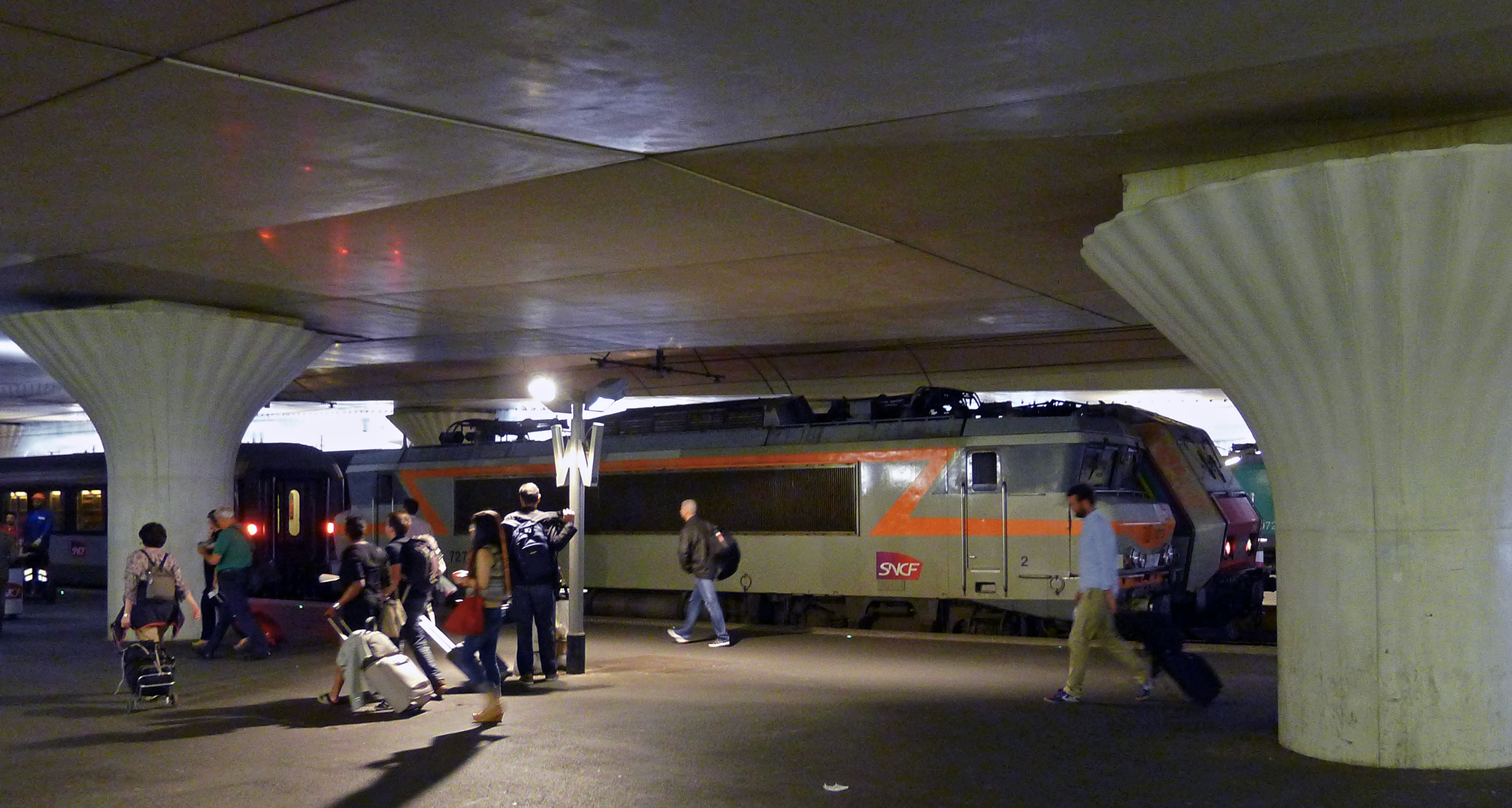

### Arrivée des trains Intercités Paris – Clermont-Ferrand
La région Auvergne souhaite également que soit étudiée une arrivée en gare d’Austerlitz des trains Intercités Paris – Clermont-Ferrand à la suite de leur report en gare de Paris-Bercy, consécutif à la saturation de la gare de Lyon, mais qui ne satisfait pas les voyageurs et élus auvergnats compte tenu d'une gare de Bercy mal desservie en transports en commun et qui propose très peu de services.
La gare constitue l'une des principales réserves de capacité de l'ensemble des grandes gares de Paris.

### Aménagement de la gare

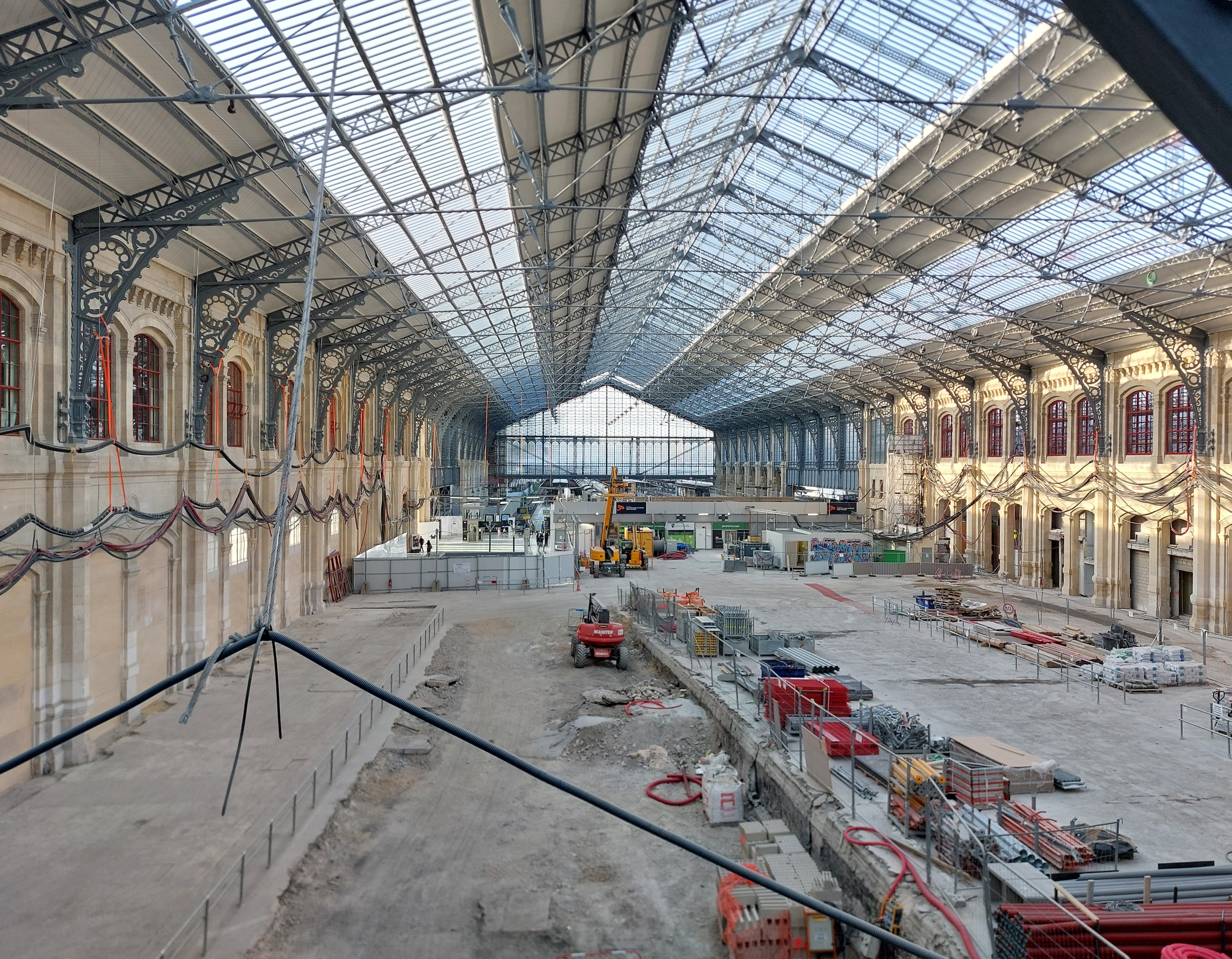
Vue, depuis la passerelle de la, sur l'intérieur de la gare après la rénovation de la verrière.

Le 18 octobre 2011, le Conseil de Paris a voté une délibération portant sur la signature d'une convention de partenariat entre la Ville, la SNCF et RFF sur le « pôle Austerlitz ». Il est prévu de rénover la cour donnant sur la Seine et de construire une « marquise monumentale [...] constituée d'un voile de béton mince de 1 000 m2, incrusté de plaques de verre de différentes tailles, prolongeant l'avenue de France, au-dessus de la cour côté Seine de la gare ». Le chantier, qui durera jusqu'en 2020, est évalué à près de 600 millions d'euros, dont 200 millions pour la rénovation de la halle. Au cœur du bâti historique se trouveront à terme 15 000 m2 de bureaux et services ferroviaires et un tiers des 20 000 m2 de commerces projetés sur le nouvel ensemble qui comprend également bureaux, logements et commerces pour créer une véritable vie de quartier autour de la gare.
Des travaux de rénovation lourde de la toiture de la gare et du hall ont lieu de 2018 à 2024. Près de 10 000 plaques de verre de la verrière doivent être remplacées.

### LGV Paris Orléans Clermont-Ferrand Lyon
À terme, la gare pourrait accueillir les TGV de la nouvelle ligne à grande vitesse Paris – Lyon via Clermont-Ferrand.

## Au cinéma
Un quai sert de scène au départ d'un train de nuit Paris – Lisbonne dans le film Un flic (1972).
La gare de Paris-Austerlitz sert de décor au film de Patrice Chéreau, Ceux qui m'aiment prendront le train (1998).
La gare sert également de décor en 2004 au film de Jean-Pierre Jeunet, Un long dimanche de fiançailles. Elle se transforme alors pour les besoins de l'histoire en gare de Rennes.
La gare est aussi visible dans le film d'Olivier Nakache et Éric Toledano, Hors normes, sorti en 2019.
Elle est le décor principal du film Entre deux trains, sorti en 2021.

## À proximité
- Le jardin des plantes de Paris
- L'hôpital de la Pitié-Salpétrière
- La Louise-Catherine (péniche amarrée dans le port d'Austerlitz)